# جائحة فيروس كورونا في نيوزيلندا
أعلنت رئيسة الوزراء جاسيندا أرديرن رسميًّا عن أول حالة مصابة بفيروس كورونا في نيوزيلاندا في 28 فبراير 2020، الحالة المعنية حسب أرديرن هي لسيدة نيوزيلاندية في الستين من عمرها قدمت مؤخراً من إيران.
لاحقاً تم رصد 20 حالة مؤكدة - إلى جانب حالتين محتملتين أخريين - شفيت قبل أن يتم إختبارها. وقد حدثت حالات في مناطق أوكلاند ولينغتون ووايكاتو في الجزيرة الشمالية، وكانتربيري وأوتاغو وساوثلاند في الجزيرة الجنوبية.
أقرّت نيوزيلندا، يوم الاثنين 23 مارس 2020، إنها ستبدأ أقصى درجات التأهب وستفرض عزلة ذاتية، مع إغلاق جميع الخدمات غير الأساسية والمدارس والمكاتب خلال الـ 48 ساعة التالية للقرار، خاصة بعد تزايد عدد حالات الإصابة بفيروس كورونا أكثر من الضعفين.
وصرحت رئيسة الوزراء النيوزيلندية جاسيندا أرديرن:«إن تلك القرارات ستفرض أكثر القيود صرامة على حركة النيوزيلنديين في التاريخ الحديث، ولكن من الضروري إنقاذ الأرواح وإبطاء انتشار الفيروس».
وأضافت في مؤتمر صحفي: «كلنا الآن مستعدون لبدء عزلة ذاتية كدولة».
وكما صرّحت بأن عشرات الآلاف قد يموتون إذا لم تتخذ هذه الإجراءات.
جاء ذلك بعد أن ارتفع عدد حالات الإصابة بكورونا في نيوزيلندا إلى 102 وهو أكثر من المِثلَيْن منذ يوم الجمعة 20 مارس 2020، مع إعلان البلاد عن 36 حالة إصابة جديدة. لم تسجل نيوزيلاندا أية وفاة جرّاء الإصابة.

## خلفية
في 12 يناير 2020، أكدت منظمة الصحة العالمية عن ظهور فيروس كورونا المستجد كسبب للمرض التنفسي الذي أصاب مجموعة من الأشخاص في مدينة ووهان، مقاطعة خوبي، الصين، إذ أُبلغ عنهم إلى منظمة الصحة العالمية في 31 ديسمبر 2019. كانت نسبة الوفيات بين الحالات المُشخصة بكوفيد-19 أقل بكثير من جائحة فيروس سارس في عام 2003، لكن انتقال العدوى كان أكبر، والوفيات أيضًا.

## الجدول الزمني

### يناير 2020
في 28 يناير 2020، أنشأت وزارة الصحة المركز الوطني للتنسيق الصحي (NHCC) استجابة لتفشي المرض. تم إصدار أمر الأمراض المعدية والمبلغ عنها حيز التنفيذ اعتبارًا من 30 يناير، مما تطلب من الممارسين الصحيين الإبلاغ عن أي حالات مشتبه بها بموجب قانون الصحة لعام 1956.

### فبراير 2020
- في 3 فبراير،
  - أعلنت حكومة نيوزيلندا أنه سيتم منع المسافرين الأجانب الذين غادروا من الصين من الدخول إلى نيوزيلندا، مع السماح فقط لمواطني نيوزيلندا والمقيمين الدائمين وعائلاتهم بالدخول.[8]
  - طلبت الجامعات من الحكومة إعفاء الطلاب الصينيين الملتحقين بالدراسة في نيوزيلندا من قيود السفر.[9][10]
  - سُمح للأجانب الذين غادروا الصين وقضوا 14 يومًا على الأقل في بلد آخر بدخول نيوزيلندا.
  - مُدِّد الحظر لمدة ثمانية أيام إضافية في 24 فبراير.
- في 4 فبراير،
  - قامت السلطات اليابانية في يوكوهاما بفرض الحجر السياحي على سفينة الرحلات أميرة الألماس بعد التأكد من أن الركاب لديهم كوفيد-19.[11]
  - أفيد بأن أحد عشر نيوزيلنديًا كانوا على متنها.[12] وبحلول 20 فبراير 2020، كان أربعة ركاب نيوزيلنديين مصابين بالفيروس وكانوا يتلقون العلاج في اليابان. كان من المقرر أن يسافر اثنان منهم على متن رحلة إجلاء تنظمها الحكومة الأسترالية.[13]
- في 5 فبراير،
  - وصلت رحلة مستأجرة من الحكومة تشغلها شركة طيران نيوزيلندا إلى أوكلاند من ووهان، مقاطعة هوبي، الصين. كانت مدينة ووهان تحت الإغلاق منذ 23 يناير.[14] حملت الرحلة 193 راكبًا، من بينهم 54 مواطنًا نيوزيلنديًا و 44 مقيمًا دائمًا.[15] تم نقل خمسة وثلاثين راكبًا أستراليًّا إلى رحلة أسترالية، بينما تم عزل 157 راكبًا آخرين في منشأة عسكرية في وانجابابواوا لمدة 14 يومًا. وتم الإفراج عن الركاب بعد ذلك في 19 فبراير.[16]
- في 28 فبراير
  - أكدت نيوزيلندا الإصابة الأولى لديها، وهو مواطن نيوزيلندي في الستينيات من عمره زار إيران مؤخرًا وعاد عبر بالي بإندونيسيا ووصل إلى نيوزيلندا في 26 فبراير في أوكلاند. أُجرِيَ له اختباران للكشف عن كوفيد-19 كانا سلبيَّيْن، ولكن الاختبار الثالث باستخدام عينة أكثر تحديدًا جاء إيجابيًا. تم إدخاله إلى مستشفى مدينة أوكلاند.[17][18][19] كانت نيوزيلندا الدولة الثامنة والأربعين التي لديها حالة مؤكدة من كوفيد-19. وفي 28 فبراير (شباط)، مدّدت الحكومة قيود السفر لتشمل المسافرين القادمين من إيران.[20]

### مارس 2020
- في 4 مارس (آذار)،
  - أُكِّدت إصابة امرأة نيوزيلندية في الثلاثينيات من عمرها عائدة من شمال إيطاليا في 25 فبراير (شباط) لتكون الحالة المؤكّدة الثانية للإصابة بالفيروس في نيوزيلندا.[21] هذه السيدة كانت قد سافرت إلى أوكلاند عبر سنغافورة، ثم قامت برحلات داخلية من وإلى بالمرستون نورث في الثاني من مارس.[22] كما أظهر شريكها أعراض الإصابة بالفيروس، وأُكِّدت إصابته كحالة رابعة في 6 مارس.[22][23]
- في 5 مارس،
  - أُكِّدت حالة نيوزيلندا الثالثة وأول حالة انتقال للعدوى محليًّا. أصيب رجل من أوكلاند في الأربعينيات من عمره بـ كوفيد-19 من قبل أحد أفراد الأسرة الذي عاد من إيران في 23 فبراير.[24] وكان ثلاثة أعضاء آخرين من أسرته على ما يرام. وصل اثنان من أفراد الأسرة إلى نيوزيلندا قادمين من إيران في 23 فبراير.
- في 6 مارس،
  - صرحت وزارة الصحة بإن ثمانية أشخاص من نيوزيلندا كانوا مسافرين في رحلة غراند برينسيس من 11 إلى 21 فبراير من سان فرانسيسكو إلى المكسيك والعودة وربما كانوا على اتصال بحالة مؤكدة من كوفيد-19. وقد عاد جميع الثمانية بالفعل إلى نيوزيلندا.[25] كانت إحداهن امرأة في السبعينيات من عمرها كانت في المستشفى بسبب مرض في الجهاز التنفسي وخرجت منه وتعتبر حالة محتملة.[26]
- في 7 مارس، تم الإعلان عن حالة خامسة، امرأة في الأربعينيات من عمرها كانت شريكة الحالة الثالثة.[27][28] أحد أفراد الأسرة الذين عادوا من إيران هو والد الحالة الثالثة، ويعتبر حالة محتملة.[26]
- في 14 مارس،
  - تم الإعلان عن حالة سادسة مؤكدة، وهو رجل من أوكلاند في الستينيات من عمره عاد مؤخرًا من الولايات المتحدة. فخَلُص إلى العزل الذاتيّ.[29]
  - بالإضافة إلى فعاليات الذكرى، تم أيضًا إلغاء مهرجان أوكلاند الذي يحتفل بثقافة المحيط الهادئ.
- في 15 مارس (آذار)،
- تأكدت حالتان أخريان، مما رفع إجمالي عدد المصابين في نيوزيلندا إلى ثماني حالات. الحالة السابعة هي رجل سافر من أستراليا إلى ويلينغتون. الحالة الثامنة كانت لامرأة زائرة من الدنمارك وصلت إلى أوكلاند عبر الدوحة ثم كرايستشيرش، قبل أن تقود سيارتها باتجاه كوينزتاون، حيث مرضت وأُدخلت المستشفى.[30]
- في 17 مارس، أُكِّدت أربع حالات أخرى، مما رفع العدد الإجمالي للمصابين في نيوزيلندا إلى 12.[31] وكانت الحالتان التاسعة والعاشرة لرجلٍ من ويلينغتون ووالده، الذي سافر عائداً من الولايات المتحدة الأمريكية. الحالة الحادية عشرة كانت رجلاً من دنيدن، كان قد سافر عائداً من ألمانيا.[32][33] الحالة الثانية عشرة كانت طالبة في ثانوية دنيدن ابنة الحالة الحادية عشرة.[31][34]
- في 18 مارس، أكدت وزارة الصحة أن نيوزيلندا لديها ثماني حالات جديدة للإصابة بالفيروس التاجي، ليصل المجموع إلى 20 حالة من هذه الحالات الجديدة في أوكلاند، وحالتان في منطقة وايكاتو، وواحدة في كرايستشيرش، وواحدة في إنفيركارجيل.[35][36]
- في 19 مارس، أكدت وزارة الصحة ثماني حالات أخرى جديدة من فيروس كورونا، ليصل العدد الإجمالي إلى 28 حالة. وقعت حالتان جديدتان في أوكلاند، وحالتان في تاراناكي، وواحدة في دنيدن، وواحدة في كوينزتاون، وواحدة في نورثلاند، وواحدة في روتوروا.[37][38][39]
- في 20 مارس، أكدت وزارة الصحة 11 حالة إصابة جديدة بالفيروس التاجي، ليصل المجموع إلى 39: خمسة في أوكلاند، وحالتان في وايكاتو، وحالتان في ويلينغتون، وواحدة في كانتربري، وواحدة في خليج هوك. ارتبطت جميع الحالات الجديدة بالسفر إلى الخارج. في 21 مارس، أُكِّدت 13 حالة جديدة، ليصل المجموع إلى 52. حالتين لم يكن لهما صلة بأي سفر.[40][41]
- في 23 مارس، أُكِّدت 36 حالة جديدة، ليصل المجموع إلى 102.[42][43] ويشمل هذا العدد حالتين مشتبه بهما منتشرتين في المجتمع، مما دفع أرديرن إلى إعلان أن نيوزيلندا ستدخل مستوى التأهب 3، ساري المفعول على الفور، خلال إحاطة وزارة الصحة من 1 : 40 مساءً.
- في 24 مارس، أُكِّدت 40 حالة جديدة، من أصل 1400 اختبار تمت معالجتها. اعتبارًا من هذا التاريخ، سيتم إدراج الحالات المحتملة في عدد الحالات، وبذلك يصل العدد الإجمالي للحالات إلى 155. وتشمل هذه الأرقام أيضًا أربع حالات لانتقال المجتمع؛ ثلاثة في أوكلاند وواحد في ويرارابا.[44][45][46]
- في 25 مارس، أُبلغ عن 50 حالة جديدة، بما في ذلك الحالات المحتملة، مما رفع العدد الإجمالي للحالات المؤكدة والمحتملة إلى 205. وأعلن وزير الدفاع المدني بيني هناري الساعة 12:21 مساءً في البرلمان قبل دخول البلاد مستوى التأهب 4 الساعة 11:59 مساءً. ستستمر حالة الطوارئ هذه لمدة سبعة أيام ولكن يمكن تمديدها.[47][48]
- وفي 26 مارس، أُبلغ عن 78 حالة أخرى مؤكدة ومحتملة، ليصل المجموع إلى 283 شخصًا. وقد تعافى ما مجموعه 27 شخصًا من الفيروس.[49] بالإضافة إلى ذلك، أفيد أن 168 مسافرًا نيوزيلنديًا كانوا في الحجر الصحي.[50]
- في 27 مارس، أُبلغ عن 85 حالة جديدة مؤكدة ومحتملة، ليصل المجموع إلى 368.[51]

### إبريل 2020
أعلنت رئيسة الوزراء أرديرن ووزير التعليم كريس هيبكينز في 8 أبريل طرح الحكومة حزمة تعليم عن بعد وتقديمها 87.7 مليون دولار نيوزيلندي لتطوير قناتين تلفزيونيتين تعليميتين تقدمها المذيعة سوزي كاتو، واحدة باللغة الإنجليزية والأخرى بالماوري، وتحسين الوصول إلى الإنترنت والأجهزة، وتعليم المواد بما في ذلك الموارد المتوفرة عبر الإنترنت للآباء، والأجهزة المحمولة، وحزم المواد المطبوعة لمستويات السنة المختلفة.
تستمر المناقشات حول إمكانية استخدام تطبيقات الهاتف المحمول لتتبع جهات الاتصال (وبالتالي تتبع انتشار الفيروس المحتمل) – مثلما حصل (على سبيل المثال) في سنغافورة. (اعتبارًا من عام 2015، كان لدى نيوزيلندا 111.1 اتصالًا متنقلًا لكل 100 مواطن، على عكس 150.1 في سنغافورة. وتختلف الكثافة السكانية أيضًا والجغرافيا.
في 8 أبريل، أعلنت وزارة الشؤون الخارجية والتجارة النيوزيلندية تقديم أموال بقيمة 4 ملايين دولار نيوزيلندي لمساعدة الحكومة على معالجة الآثار الصحية والاقتصادية والاجتماعية لكوفيد-19. وذكرت خططًا من أجل تقديم مليون دولار نيوزيلندي لوزارة الصحة في تونغا لمساعدتها على مواصلة مكافحة الفيروس.
في 14 أبريل، أصدرت وزارة الخزانة النيوزيلندية أرقامًا تشير إلى أنه يمكن إبقاء معدل البطالة أقل من 10% إذا قدمت الحكومة دعمًا ماليًا إضافيًا لمساعدة المجتمع أثناء الإغلاق. وتوقعت وزارة المالية إمكانية مواجهة البلاد معدل بطالة يبلغ 13.5% إذا بقيت البلاد مغلقة لمدة أربعة أسابيع. وتوقعت وزارة الخزانة أيضًا أن معدل البطالة قد يرتفع بين 17.5% و26% (750.000 تقريبًا) إذا مُددت فترة التأمين إلى ما بعد أربعة أسابيع. تعهد وزير المالية غرانت روبرتسون بأن الحكومة ستبقي معدل البطالة أقل من 10%. في اليوم نفسه، أعلن وزير الدفاع المدني بيني هناري أن الحكومة تمدد حالة الطوارئ الوطنية في نيوزيلندا لمدة سبعة أيام أخرى حتى 21 أبريل.
في 14 أبريل، أعلنت رئيسة الوزراء أرديرن عن حزمة دعم بقيمة 130 مليون دولار نيوزيلندي لطلاب التعليم العالي بما في ذلك زيادة مبلغ قرض الطالب للتكاليف المتعلقة بالدورة الدراسية للطلاب بدوام كامل إلى 2000 دولار نيوزيلندي مؤقتًا، ومواصلة دعم للطلاب غير القادرين على الدراسة عبر الإنترنت لما يصل إلى ثمانية أسابيع، والتأكد من أن الطلاب الذين تعطلت دراستهم بسبب جائحة كوفيد-19 لن تتأثر أهليتهم في الحصول على قروض الطلاب والدراسة المجانية.
في 15 أبريل، أعلنت رئيسة الوزراء أرديرن تخفيض أجور جميع الوزراء الحكوميين والرؤساء التنفيذيين للقطاع العام بنسبة 20%. أكد زعيم المعارضة سيمون بريدجز أنه سوف يخفض أجره بنسبة 20%.
في 16 أبريل، حددت رئيسة الوزراء أرديرن القواعد والمبادئ التوجيهية لمستوى تنبيه الحكومة 3. وقد تضمنت السياسات الرئيسية السماح للأشخاص بالسباحة والصيد أثناء حظر القوارب؛ إعادة فتح دور الطفولة المبكرة؛ والمدارس حتى السنة العاشرة على أساس طوعي؛ تخفيف قيود العمل؛ السماح لعشرة أشخاص بحضور الجنازات وحفلات الزفاف؛ والسماح للمطاعم بتقديم خدمات الوجبات السريعة. ردًا على ذلك، أعرب اتحاد مديري المدارس في نيوزيلندا عن قلقه من أن قواعد المستوى 3 للمدارس قد تخلق ارتباكًا.
في 20 أبريل، مددت رئيسة الوزراء أرديرن مستوى التنبيه 4 في نيوزيلندا لمدة أسبوع آخر. وبررت أرديرن التمديد على أساس أن نيوزيلندا بحاجة إلى (تأمين المكاسب) التي تحققت حتى الآن في مكافحة فيروس كورونا. انتهى مستوى التنبيه 4 في الساعة 11:59 مساءً يوم 27 أبريل مع دخول البلد في مستوى التنبيه 3 في 28 أبريل لمدة أسبوعين. وأعلنت أرديرن أن المدارس ومراكز الطفولة المبكرة يمكن أن تستعد لإعادة فتح أبوابها في 29 أبريل مع تخصيص 28 أبريل ليوم المعلم الوحيد.
في 23 أبريل، أعلن وزير البث كريس فافوي أن الحكومة ستستثمر 50 مليون دولار نيوزيلندي في حزمة الإغاثة الإعلامية لدعم وسائل الإعلام النيوزيلندية. تتضمن هذه الحزمة 20.5 مليون دولار للتخلص من رسوم البث التلفزيوني والإذاعي لمدة ستة أشهر؛ 16.5 مليون دولار لخفض رسوم مساهمة المؤسسات الإعلامية في نيوزيلندا على الهواء للسنة المالية 2020/21؛ 11.1 مليون دولار مساعدة محددة الهدف للشركات؛ 1.3 مليون دولار لشراء اشتراكات وسائل الإعلام الإخبارية للحكومة المركزية؛ و 600000 دولار لخفض رسوم البث على راديو نيوزيلندا AM بالكامل لمدة ستة أشهر. أكد فافوي أيضًا أن الاندماج المقترح لراديو نيوزيلندا وتي في إن زد قد تأخر نتيجة التداعيات الاقتصادية لوباء فيروس كورونا.

### مايو 2020
في 6 مايو، قبل الإعلان في 11 مايو حول متى ستنتقل البلاد إلى مستوى التنبيه 2، قدمت أرديرن معلومات حول كيفية عمل الدولة في مستوى التنبيه 2، مع العديد من التغييرات من المخطط الأصلي في مارس. وصفت الإرشادات الجديدة للمستوى 2 (نسخة أكثر أمانًا من الوضع الطبيعي)، مع عودة الأنشطة الترفيهية والشركات مع إجبارها على التباعد الجسدي والنظافة وطرق تسجيل العملاء، وما لا يزيد عن 100 شخص لكل تجمع.
في 7 مايو، أعلن وزير الرياضة والترفيه غرانت روبرتسون استئناف الرياضات الاحترافية محليًا تحت مستوى التنبيه 2 إذا كانت هناك إجراءات الصحة العامة اللازمة.
في 11 مايو، أُعلن عن دخول نيوزيلندا مستوى التنبيه 2 من الساعة 11:59 مساءً في 13 مايو، ورفع قيود الإغلاق مع الحفاظ على التباعد الجسدي في الأماكن العامة والتجمعات الخاصة مع أكثر من عشرة أشخاص. يمكن إعادة فتح المدارس يوم الاثنين 18 مايو، في حين يمكن إعادة فتح الحانات (التي عُرفت على أنها مباني مرخصة تقدم المشروبات بشكل أساسي) في 21 مايو، قرر ما إذا كان ستجري زيادة حد التجمع دون الابتعاد الجسدي عن عشرة في 25 مايو.
في 13 مايو، أقرت الحكومة مشروع قانون كوفيد-19 للاستجابة للصحة العامة الذي يمنح الشرطة السلطة لدخول المنازل دون إذن من أجل فرض إغلاق التنبيه من المستوى 2. وقد عارض مشروع القانون كل من المعارضة الوطنية والأحزاب أيه سي تي ولجنة حقوق الإنسان. بالإضافة إلى ذلك، رفع وزير الدفاع المدني بيني هناري حالة الطوارئ الوطنية. أعلن وزير الصحة ديفيد كلارك عن تغييرات في تصنيف التنبيه من المستوى 2، ما سمح لما يصل إلى 50 شخصًا بحضور الجنازات والتانغيانغا.
في 20 مايو، أطلقت وزارة الصحة تطبيق تتبع جهات الاتصال يسمى إن زد كوفيد ترايسر، والمتوفر على منصة آب-ستور وغوغل-بلاي. يسمح التطبيق للمستخدمين بمسح رموز كيو آر الخاصة بهم في الشركات والمباني العامة والمؤسسات الأخرى لتتبع مكان وجودهم لأغراض تتبع العقود. بينما أُطلق رسميًا في 20 مايو، تمكن بعض الأشخاص من تنزيله على متجر التطبيقات في 19 مايو. أثناء إطلاقه الأولي، واجه العديد من المستخدمين صعوبات في تسجيل الدخول إلى التطبيق أو استخدامه.
في 25 مايو، رفعت رئيسة الوزراء أرديرن حدود التجمعات الاجتماعية بما في ذلك الخدمات الدينية وحفلات الزفاف والجنازات إلى 100، والتي دخلت حيز التنفيذ في الساعة 12 مساءً في 29 مايو 2020. في السابق، كان هناك حد لعشرة أشخاص على الخدمات الدينية وحفلات الزفاف، و50 شخصًا على الجنازات. أعلنت أرديرن أيضًا أن مجلس الوزراء سينظر في قرار الانتقال إلى مستوى التنبيه 1 في 8 يونيو، مع تحديد 22 يونيو تاريخًا مؤقت للانتقال إلى مستوى التنبيه 1. في اليوم نفسه، قدم وزير المالية غرانت روبرتسون خطة دفع إغاثة جديدة لمدة 12 أسبوعًا للمواطنين والمقيمين في نيوزيلندا، والتي قُرر أن تدخل حيز التنفيذ في 8 يونيو. ستدفع 490 دولارًا نيوزيلنديًا في الأسبوع لمن فقدوا العمل بدوام كامل و250 دولارًا نيوزيلنديًا للعاملين بدوام جزئي بمن فيهم الطلاب.
في 29 مايو، أعلنت رئيسة الوزراء أرديرن أن الحكومة ستعطي قطاع الفنون والثقافة دفعة بملايين الدولارات استجابة للأثر الاقتصادي لكوفيد-19. ويشتمل ذلك على 25 مليون دولار نيوزيلندي لـ (كرييتف نيوزيلاند)، و1.4 مليون دولار نيوزيلندي لصندوق انتاركتيك هريتيج تراست، و11.364 مليون دولار نيوزيلندي لهريتيج نيوزيلندا، و18 مليون دولار نيوزيلندي لمتحف نيوزيلندا تي بّابّا تونغاريوا، و2 مليون دولار نيوزيلندي لصندوق تي بّابّا هاردشيب، و31.8 مليون دولار لـنغاو تاونغا ساوند&فيجن للحفاظ على مجموعتها الصوتية والمرئية، 2.03 مليون دولار نيوزيلندي للباليه الملكي النيوزيلندي، و4 ملايين دولار نيوزيلندي لمجلس الثقة الوطني وايتانجي.
في مايو 2020، أعلن غرانت روبرتسون عن 265 مليون دولار نيوزيلندي لتقليل تأثير كوفيد-19 على صناعة الرياضة. وقال وزير المالية إن التمويل والإيرادات انخفضا بشكل كبير لجميع المنظمات الرياضية وأنهما يتعرضان لضغوط هائلة. قال بيان ما بعد الميزانية: نحن نقدم الدعم المطلوب للرياضة على جميع المستويات من أجل أن تبقى قابلة للحياة، وتصبح أقوى، وتتكيف مع الظروف الراهنة.

## الاستجابات وردود الفعل

### استجابة الحكومة المركزية

#### يونيو 2020
في 3 يونيو، أوضحت رئيسة الوزراء أرديرن أن المستوى الأول من حالة التأهب سيشمل إلغاء قيود التباعد الاجتماعي المفروضة على المتاجر والمطاعم ووسائل النقل العام والتجمعات العامة بما فيها الخدمات الدينية والجنازات وحفلات الزفاف والفعاليات الرياضية المجتمعية. على أي حال، أُلزم منظمو الفعاليات والأحداث المختلفة بالتأكد من تتبع المخالطين. حددت أرديرن «القواعد الذهبية» العشر للمستوى الأول:
- إذا كنت مريضًا، ابق في المنزل.
- إذا كنت تعاني أعراض البرد أو أعراضًا تشبه أعراض الأنفلونزا، فعليك إجراء اختبار كوفيد-19.
- اغسل يديك، واغسل يديك، واغسل يديك.
- اعطس واسعل في مرفقك وعقّم الأسطح المشتركة بانتظام.
- إذا طلبت منك السلطات الصحية عزل نفسك، فيجب عليك تنفيذ الطلب فوريًا.
- إذا كنت قلقًا على صحتك أو تعاني أمراضًا مستبطنة، استشر طبيبك.
- تذكر الأماكن التي كنت فيها والأشخاص الذين اختلطت معهم حتى نتمكن من توظيف هذه المعلومات لتتبع المخالطين إن لزم الأمر.
- يجب أن تساعد الشركات على تطبيق القاعدة السابعة عبر عرض رمز الاستجابة السريعة.
- كن يقظًا
- كن لطيفًا مع الآخرين ومع نفسك.

في اليوم نفسه، ادعى الحزب الوطني المعارض علمه بوجود وثيقة مسربة صادرة عن مجلس الوزراء تشير إلى احتمالية انتقال نيوزيلندا إلى المستوى الأول من حالة التأهب على الفور. ادعت الحكومة أن الوثيقة المسربة تمثل «إحدى السيناريوهات المحتملة في عملية اتخاذ القرار» وأن أي انتقال إلى المستوى الأول من حالة التأهب «يُبنى استنادًا إلى القضاء على سلاسل انتقال العدوى وعدم وجود حالات جديدة ناجمة عن انتقال مجتمعي لمدة 28 يومًا على الأقل».
في 8 يونيو، أعلنت رئيسة الوزراء أرديرن أن نيوزيلندا ستدخل المستوى الأول من حالة التأهب في منتصف ليل التاسع من يونيو بعد الإبلاغ عن تعافي آخر حالة نشطة متبقية في البلاد. تضمن المستوى الأول إلغاء القيود المفروضة على الحياة اليومية والأنشطة التجارية والتجمعات الجماهيرية ووسائل النقل العام. على أي حال، ظلّت حدود البلاد مغلقةً أمام معظم الرحلات الدولية.
في 9 يونيو، ألغى المدير العام للصحة في البلاد آشلي بلومفيلد إمكانية تقديم الأشخاص الخاضعين للحجر الصحي في المناطق الحدودية طلبات إعفاء لحضور الجنازات أو المشاركة في طقوس التانغهانغا الجنائزية. بدلًا من ذلك، سُمح للمحجورين بتقديم طلب للحصول على إعفاء يخولهم التجمع مع مجموعة صغيرة من أحبائهم لتقديم العزاء. يُذكر أيضًا سماح وزارة الصحة سابقًا لما يعادل 142 شخصًا في الحجر الصحي الإلزامي بحضور الجنازات والتانغهانغا.
في 16 يونيو، علّق وزير الصحة ديفيد كلارك حصول المسافرين على إعفاءات الرحمة بعد ثبوت إصابة امرأتين بالفيروس زارتا البلاد في يونيو لحضور إحدى الجنازات. ظلّ التعليق ساريًا لحين اقتناع الجهات الحكومية بإجراءات وزارة الصحة.
في 17 يونيو، أعلنت رئيسة الوزراء أرديرن أن مساعد رئيس قوات الدفاع الجوية النيوزيلندية، العميد الجوي دارين ويب، سيشرف على مرافق العزل والحجر الصحي الحدودية في البلاد استجابةً لتفشي المرض مؤخرًا في 16 يونيو. في 18 يونيو، فرض المدير العام للصحة بلومفيلد على جميع المسافرين في الرحلات بين أستراليا ونيوزيلندا ارتداء أقنعة الوجه عقب إعلان الإصابات الثلاث الأخيرة الناجمة عن حالات سفر خارجي.
في 19 يونيو، كُلّفت وزيرة الإسكان ميغان وودز مع العميد الجوي دارين ويب بالإشراف على مرافق العزل والحجر الصحي للمسافرين القادمين إلى نيوزيلندا.
في 22 يونيو، أعلنت رئيسة الوزراء أرديرن أن الحكومة ستعدل بروتوكولها الصحي لتشترط على الأفراد صدور نتائج سالبة عند إجرائهم اختبار كوفيد-19 قبل مغادرتهم الحجر الصحي. مددت الحكومة الحظر المفروض على السفن السياحية إلى ما بعد تاريخ 30 يونيو. باستثناء سفن الشحن وسفن الصيد، يُفرض على طاقم أي سفينة تصل إلى نيوزيلندا قضاء 14 يومًا في الحجر الصحي في حال لم يمضي على وجودهم على متن السفينة أكثر من 28 يومًا قبل رسوها في البلاد.
في 23 يونيو، أشارت وودز إلى دراسة الحكومة فكرة إسهام العائدين بجزء من تكاليف عملية العزل والحجر الصحي بسبب ارتفاع التكاليف. في اليوم نفسه، أعلن وزير الصحة ديفيد كلارك أن موظفي الحدود وطواقم الطائرات والعاملين في مرافق الحجر الصحي سيحصلون على الأولوية في إجراء اختبار كوفيد-19.
في 24 يونيو، اعترف وزير الصحة ديفيد كلارك والمدير العام للصحة آشلي بلومفيلد أن 51 شخصًا من بين 55 شخصًا قد غادروا العزل باكرًا في إجازة عائلية دون أن تُجرى اختبارات كوفيد-19 لهم، ويذكر أن 39 منهم كانت نتائج اختبارهم سالبة، بينما لم يتم اختبار سبعة منهم لأسباب طبية أو لكونهم أطفالًا. جرى احتساب أحدهم من طريق الخطأ عقب سحب طلب الإجازة، ومن بين الثمانية المتبقين، كان أربعة ينتظرون نتائج الاختبار بينما لم يتم اختبار أربعة بعد. وصف زعيم المعارضة تود مولر الخطأ الإجرائي الذي قامت به وزارة الصحة بأنه «وصمة عار وطنية».
في 27 يونيو، أقرت وزارة الصحة بمغادرة 2159 شخصًا مرافق العزل بين 9 يونيو و16 يونيو، وكانت قد جاءت نتائج اختبار 1,288 منهم سالبةً، إلى جانب انتظار 367 آخرين إجراء الاختبار لهم. أقرت الوزارة باستمرار محاولاتها للاتصال مع ما يعادل 427 شخصًا ممن غادروا مرافق العزل. لم يُؤهل 137 شخصًا لإجراء الاختبار، فمنهم من كانوا أطفالًا لم يتجاوز عمرهم ستة أشهر، بينما كان بعضهم جزءًا من طاقم الطائرات، أو متواجدًا حينها خارج البلاد. رفض 79 شخصًا إجراء الاختبار.
في 29 يونيو، أعلن وزير الصحة ديفيد كلارك استثمار 150 مليون دولار نيوزيلندي للحصول على معدات الوقاية الشخصية من صندوق الإنعاش والاستجابة لكوفيد-19 الذي تبلغ قيمته 50 مليار دولار نيوزيلندي والذي كُشف عنه في ميزانية نيوزيلندا لعام 2020. إضافةً إلى ذلك، طُلب من العائدين في مرافق العزل أيضًا ارتداء أقنعة الوجه.

### يوليو 2020
في 2 يوليو، استقال وزير الصحة ديفيد كلارك من منصبه بعد انتقادات لقيادته وإجراءاته خلال الجائحة، وذكر أنه «أصبح مصدر إرباك وإهمال في سياق استجابة الحكومة المستمرة لجائحة كوفيد-19 في نيوزيلندا والإصلاحات الصحية». عيّنت رئيسة الوزراء كريس هيبكنز وزيرًا مؤقتًا للصحة لحين عقد الانتخابات النيوزيلندية لعام 2020 المقرر إجراؤها في 19 سبتمبر. تولت ميغان وودز مسؤولية إدارة الحدود (الاستجابة لكوفيد-19 والحجر الصحي).
في 7 يوليو، طلبت الحكومة من شركة طيران نيوزيلندا والخطوط الجوية السنغافورية إدارة الحجوزات الدولية إلى نيوزيلندا على مدار الأسابيع الثلاثة القادمة لضمان استقبال العائدين ضمن مرافق الحجر الصحي حسب قدرتها الاستيعابية. أكدت شركة طيران نيوزيلندا حجز 5500 شخص تذاكر رحلات للعودة إلى نيوزيلندا على خلال الأسابيع الثلاثة المقبلة.
في 15 يوليو، أصدرت رئيسة الوزراء أرديرن هيكلية استجابة الحكومة لكوفيد-19، والتي شملت عمليات إغلاق محلية في حال حدوث تفشي مجتمعي آخر لكوفيد-19. استندت الهيكلية إلى سياسات إغلاق محلية مماثلة لتلك المطبقة في كل من فيكتوريا ونيو ساوث ويلز وهونغ كونغ وسنغافورة وكوريا الجنوبية.
في 21 يوليو، أعلن وزير الصحة كريس هيبكنز أن الحكومة ستستثمر 302 مليون دولار نيوزيلندي في الخدمات الصحية بما في ذلك 150 مليون دولار نيوزيلندي على مدى عامين لشركة فارماك، و30 مليون دولار نيوزيلندي لخدمة تقصي المخالطين الوطنية، و23 مليون دولار نيوزيلندي لدعم توفير اللقاح عند اكتشافه، و35 مليون دولار نيوزيلندي للحصول على مزيد من أجهزة التنفس الصناعي ومعدات التنفس، و50 مليون دولار نيوزيلندي لإمدادات معدات الوقاية الشخصية، و14.6 مليون دولار نيوزيلندي لخدمات الرعاية الصحية عن بعد.
في 29 يوليو، أعلنت وزيرة الإسكان ميغان وودز إلزام بعض المسافرين القادمين إلى نيوزيلندا بدفع تكاليف إقامتهم لمدة 14 يومًا في مرافق للعزل. بلغت تكلفة الإقامة في العزل 3100 دولار نيوزيلندي (2050 دولارًا أمريكيًا) لأول شخص بالغ في كل غرفة فندقية، و950 دولارًا أمريكيًا لكل شخص بالغ إضافي و475 دولارًا أمريكيًا لكل طفل يتشارك معهم الغرفة. شملت قائمة المسافرين المتأثرين بالحكم الجديد النيوزيلنديين الذين غادروا البلاد بعد دخول القواعد حيز التنفيذ، وأولئك الذين ينوون البقاء في نيوزيلندا لمدة تقل عن 90 يومًا، ومعظم حاملي التأشيرات المؤقتة باستثناء أفراد أسر الدبلوماسيين أو غير المعيلين، أو الموجودين هناك بسبب محاكمة هجوما مسجد كرايستشيرش. على أي حال، أُعفي النيوزيلنديون العائدون إلى ديارهم بشكل دائم من هذه الرسوم.

## نظام مستوى التأهب
في 21 مارس، في منتصف النهار، أعلنت رئيسة وزراء نيوزيلندا جاسيندا أرديرن عن نظام مستوى التأهب في جميع أنحاء البلاد، على غرار أنظمة التأهب الحالية من الحريق. هناك 4 مستويات، أحدها هو أقل خطر للإصابة و 4 هو الأعلى. يجلب كل مستوى تنبيه معه قيودًا إضافية على أنشطة الحركات. يمكن أن يكون لكل منطقة مستوى تحذير فردي بناءً على شدة العدوى الخاصة بها، ويمكن تغيير هذه المستويات في أي وقت.
المستويات تراكمية - يتضمن كل مستوى قيود المستوى أدناه. وذكرت أردرن أن النيوزيلنديين يجب أن يكونوا مستعدين دائمًا للمستوى التالي.تم رفع مستوى التأهب لجميع نيوزيلندا إلى المستوى 3 في 23 مارس وانتقل إلى المستوى 4 في 26 مارس.
- المستوى 1 احتواء التفشي، وهناك خطر ضئيل للإصابة بالمجتمع. في هذه المرحلة، التحضير هو المفتاح.
  - إجراءات دخول الحدود وتتبع الاتصال نشطة.
  - إلغاء التجمعات الجماعية لأكثر من 500.
- المستوى 2 - يتم احتواء تفشي المرض في الغالب، وهناك خطر متزايد على المجتمع.
  - ينصح للمسنين الأكثر من السبعين وأولئك الذين يعانون من نقص المناعة أو مشاكل في التنفس بالبقاء في المنزل.
  - إذا كنت تستطيع البقاء والعمل من المنزل، ننصحك بذلك.
  - المزيد من القيود الحدودية نشطة وحدود على السفر غير الضروري.
  - المزيد من القيود على التجمعات الجماعية سارية المفعول.
  - تشجيع التباعد الاجتماعي.
- المستوى 3 - تفشي المرض، وهناك خطر العدوى للجمهور.
  - إغلاق المرافق التعليمية المتضررة
  - إغلاق الأماكن العامة
  - تأجيل الرعاية الصحية غير العاجلة.
  - إلغاء جميع التجمعات الجماهيرية.
- المستوى 4 - ينمو التفشي بشكل ملحوظ، وهناك خطر كبير للإصابة. يتم توجيه الجميع للبقاء في المنزل.
  - إغلاق جميع المرافق التعليمية.
  - إغلاق جميع الشركات، باستثناء الشركات التي أقرتها الحكومة، مثل الصيدليات ومحلات السوبر ماركت.
  - السفر محدود للغاية
  - تقنين الإمدادات وتسخير المرافق.

## التدابير الوقائية وردات الفعل

### ردود الحكومة المركزية
- في 14 مارس،
  - قبل الذكرى السنوية الأولى لإطلاق النار في مسجد كرايستشيرش التي قتلت 51 شخصًا، أُلغيت فعاليات إحياء ذكرى وطنية بسبب مخاوف بشأن الفيروس. وقالت رئيسة الوزراء جاسيندا أرديرن إن القرار كان براغماتيًا، مضيفةً:«نحن حزينون جدًا لإلغائه، ولكن بتذكر هذه المأساة الرهيبة، لا يجب أن نخلق خطر وقوع المزيد من الضرر».[93]
  - أعلن أرديرن أنه، اعتبارًا من الساعة 01:00 يوم 16 مارس، يجب على جميع المسافرين الذين يصلون إلى نيوزيلندا أو يعودون إليها من خارج البلاد أن يعزلوا أنفسهم لمدة 14 يومًا. ينطبق هذا على جميع المسافرين، حتى إذا كانوا مواطنين نيوزيلنديين، يُستثنى من ذلك المسافرون القادمون من جزر المحيط الهادئ ما لم يكن المسافر يعاني من أعراض. بالإضافة إلى ذلك، تم فرض قيود على السفر إلى جزر المحيط الهادئ من نيوزيلندا، ومنع السفر إلى المنطقة من قبل أولئك الذين تظهر عليهم علامات أعراض الإصابة بالفيروس التاجي، وكذلك الاتصال الوثيق بمرضى الفيروس التاجي. سيحظر على السفن السياحية الإرساء في نيوزيلندا حتى 30 يونيو. وصف أرديرن هذه بأنها من بين «أوسع نطاق وقيود حدودية صارمة على أي دولة في العالم».[94][95][96]
- في 16 مارس، أعلنت شركة الطيران الوطنية إير نيوزيلندا أنها ستخفض قدرتها على النقل لمسافات طويلة بنسبة 85% وموظفيها بنسبة 30% استجابة لانخفاض الإيرادات نتيجة تفشي المرض. علقت شركة الطيران رحلاتها إلى العديد من المدن الدولية الرئيسية بما في ذلك سان فرانسيسكو، وهيوستن، وبوينس آيرس، وفانكوفر، وطوكيو، وهونولولو، ودينباسار، وتايبي بين 30 مارس و 30 يونيو، بالإضافة إلى خدمة لندن - لوس أنجلوس. بالإضافة إلى ذلك، سيتم تخفيض سعة الشبكة المحلية في مارس وأبريل 2020. وستحافظ على ما يكفي من الرحلات الخارجية للخارج من النيوزيلنديين العائدين والمُرحلين.
- في 16 مارس، دعا رئيس الوزراء أرديرن إلى وقف التجمعات العامة لأكثر من 500 شخص وحذر من أن تفشي المرض قد يؤدي إلى ركود أكبر من الأزمة المالية العالمية لعام 2008.[97][98]
- في 17 مارس،
  - أعلن وزير الصحة ديفيد كلارك أن الحكومة ستقوم بترحيل السائحين الأجانب الذين ينتهكون قيود الحجر الصحي الذاتي.[99] في اليوم نفسه، وضعت إدارة الهجرة في نيوزيلندا اثنين من السائحين الأجانب في الحجر الصحي القسري لتحديها متطلبات الحكومة للحجر الذاتي لمدة أسبوعين. أمر السياح بمغادرة نيوزيلندا بعد الحجر الصحي الخاص بهم.[100][101]
  - أعلن وزير المالية جرانت روبرتسون عن حزمة أعمال كوفيد-19 بقيمة 12.1 مليار دولار نيوزيلندي شملت 8.7 مليار دولار للشركات والوظائف و 2.8 مليار دولار لدعم الدخل و 500 مليون دولار للصحة و 600 مليون دولار لقطاع الطيران ولدعم سلاسل التوريد (وهذا لا يشمل أي دعم لشركة طيران نيوزيلندا).[102][103][104]
  - أغلقت مدرسة لوجان بارك الثانوية في دنيدن لمدة 48 ساعة بعد أن أثبت أحد طلابها أنها إيجابية فيروس كورونا. في نفس اليوم، أعلن جون لانداو، المنتج المشارك لتتابعات فيلم افاتار، أن إنتاج الأفلام في ستون ستريت ستوديوز في ويلينجتون قد تم تعليقه استجابة لتفشي فيروس كورونا.
  - في 17 مارس، أفادت Newshub أن قوة الحدود الأسترالية قد علّقت إعادة المبعدين النيوزيلنديين إلى وطنهم في الفترة ما بين 16 و 30 مارس 2020 نتيجة لتفشي فيروس كورونا.[105]
  - في 17 مارس، أصبحت جامعة كانتربري أول جامعة في نيوزيلندا تستدعي طلاب التبادل من الخارج، مشيرة إلى أنه «نظرًا للوضع العالمي المتصاعد سريعًا وتزايد القيود على السفر حول العالم، والتشاور المكثف مع شركائنا، [نحن ] اتخذت القرار الصعب للغاية بتعليق برامج التبادل واستدعاء جميع طلاب التبادل الخارجيين لجامعة كاليفورنيا، ساريًا على الفور».
- في 18 مارس / آذار، حثت وزارة الشؤون الخارجية والتجارة جميع النيوزيلنديين المسافرين إلى الخارج على العودة. بالإضافة إلى ذلك، أعلن أرديرن أن حكومتي نيوزيلندا وأستراليا ستلغيان خدمات يوم Anzac المقرر عقدها في Gallipoli في تركيا استجابة لقيود السفر وتفشي فيروس كورونا.[106][107]
- في 19 مارس،
  - أعلنت الجمعية الملكية النيوزيلندية للعودة والخدمات أن جميع خدمات يوم أنزاك، المقرر إجراؤها في 25 أبريل، سيتم إلغاؤها وتأجيل جمع الخشخاش الأحمر بسبب المخاطر الصحية. كانت هذه هي المرة الأولى التي لم يتم فيها الاحتفاظ بخدمات يوم أنزاك منذ عام 1916.
  - لبت الحكومة إلغاء الأحداث الداخلية الجماعية مع أكثر من 100 شخص. لا تنطبق هذه التدابير على أماكن العمل والمدارس ومحلات السوبر ماركت أو وسائل النقل العام.[108][109]
  - أعلن أرديرن إغلاق حدود نيوزيلندا لجميع المواطنين والمقيمين في نيوزيلندا، ولكن ساري المفعول بعد الساعة 11:59 مساءً مساء الخميس. على عكس قيود السفر السابقة، يشمل هذا الحظر أيضًا سكان جزر المحيط الهادئ. يُطلب من النيوزيلنديين العائدين العزل الذاتي لمدة 14 يومًا عند الدخول. يمكن للشركاء أو الأوصياء القانونيين أو أي من الأطفال المعالين الذين يسافرون مع نيوزيلاندا العودة لكنهم بحاجة إلى عزل أنفسهم أيضًا. ومع ذلك، فإن مواطني ساموا وتونغا الذين يسافرون إلى نيوزيلندا لأسباب أساسية، و«العاملين الصحيين الأساسيين»، والذين يسعون إلى دخول البلاد لأسباب إنسانية معفون من حظر السفر.
- في 20 مارس،
  - أقرضت الحكومة شركة طيران نيوزيلندا 900 مليون دولار نيوزيلندي لحماية الطرق الجوية الأساسية ولإبقاء الشركة تعمل.
  - في اليوم نفسه، أغلق مجلس أوكلاند جميع المكتبات العامة وأحواض السباحة والمراكز الترفيهية، بما في ذلك معرض أوكلاند للفنون ومتحف نيوزيلندا البحري. أوقفت جامعة ماسي التدريس وجهاً لوجه للدورات التي يمكن تدريسها عن بعد. علقت جامعة أوكلاند الفصول الدراسية للأسبوع من 23 إلى 27 مارس للسماح للموظفين بالاستعداد للتعليم عن بعد في حالة إغلاق جزئي للحرم الجامعي. كما قامت جامعة أوتاجو في دنيدن بتغيير الفصول الدراسية مع أكثر من 100 طالب عبر الإنترنت في محاولة.
- في 21 مارس، أعلنت جامعة أوكلاند للتكنولوجيا أنها ستعلق التدريس ردًا على التماس من الطلاب. كما أعلنت جامعة كانتربري أنها يمكن أن تنتقل إلى التعلم عبر الإنترنت. في غضون ذلك
- أعلن مجلس مدينة دنيدن ومجلس مدينة كرايستشيرش إغلاق المكتبات العامة وأحواض السباحة استجابة للوبا الإحصاءات

### استجابات المجتمع المدني

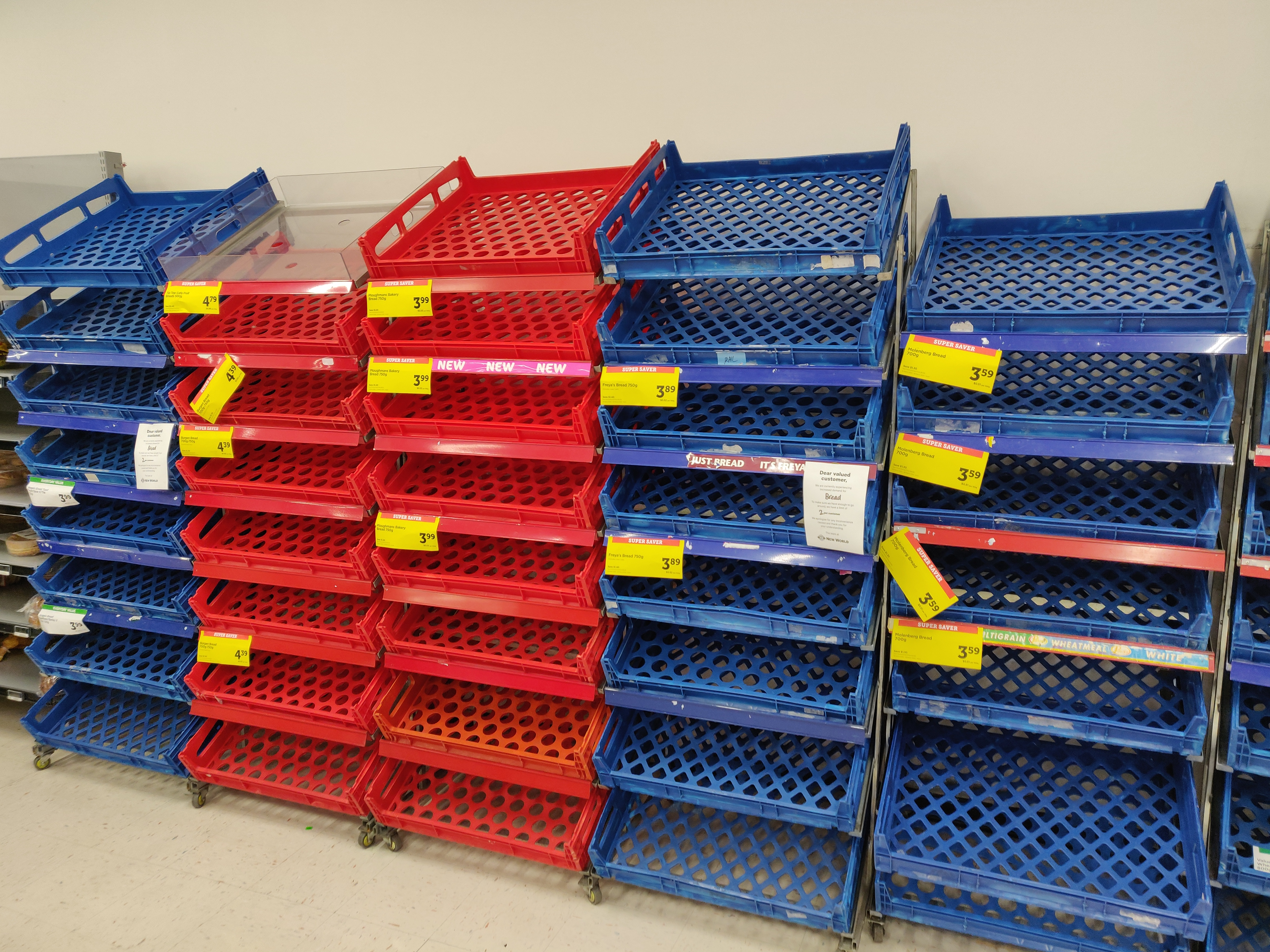
أرفف خبز فارغة في سوبر ماركت في ويلينغتون بعد شراء الذعر (22 مارس 2020)

أدى الطلب المتزايد على أقنعة الوجه ومطهرات اليد إلى نقص في جميع أنحاء السوبر ماركت والصيدليات. في أعقاب أول حالة نيوزيلندية لـ كوفيد-19 في 28 فبراير، ورد أن العملاء كانوا يشترون اللوازم في محلات السوبر ماركت في أوكلاند.
وضع ويلينجتون إيوي تاوبارورو (تقييد) على ممارسة هونجي (hongi)، تحية الماوري التقليدية، ردا على تفشي المرض.
اقترح استطلاع Utting Research الذي تم إجراؤه في 1-2 مارس أن 47% راضون عن استجابة الحكومة لتفشي كوفيد-19، و 34% غير راضين و 19% غير متأكدين. بعد تطبيق ضوابط حدودية أقوى، أعلنت SANZAAR في 14 مارس أنها ستعلق لعب موسم Super Rugby (الذي يضم خمسة فرق نيوزيلندية) بعد اختتام مباريات نهاية الأسبوع.
في 15 مارس، تم الإعلان عن إلغاء عرض Warbirds Over Wanaka 2020 بسبب استجابة الحكومة للوباء. كانت هذه هي المرة الأولى في تاريخ حدث البينالي التي تم إلغاؤها.

### التخطيط للانتعاش الاقتصادي
في 1 أبريل، أنشأت الحكومة فريقًا مرجعيًا لصناعة البنية التحتية للبحث عن مشاريع بنية تحتية «جاهزة» للحد من الأثر الاقتصادي لجائحة كوفيد-19. استجابت الحكومة المحلية عبر مقترحات خلال الأسابيع التالية. مجموعات أخرى، كقطاعات الإنشاءات مثل غرينبيس وحزب الخضر، طرحت أيضًا تفضيلاتها.
في 1 مايو، أقر برلمان نيوزيلندا بالإجماع حزمة دعم ضريبي شاملة بقيمة 23 مليار دولار نيوزيلندي. وتشمل أحكامها حزمة إعفاء ضريبي بقيمة 3 مليارات دولار نيوزيلندي للأعمال التجارية، و25 مليون دولار نيوزيلندي لدعم الأعمال التجارية في عام 2021، وخطة إعانة الأجور بقيمة 10 مليارات دولار نيوزيلندي، و4.27 مليار دولار نيوزيلندي لدعم 160 ألف شركة صغيرة، و 1.3 مليار دولار نيوزيلندي لـ 8900 شركة متوسطة الحجم.

### الرأي العام حول استجابة الحكومة
أظهر استطلاع أجرته شركة أوتينغ ريسيرتش في 1-2 مارس أن 47% من المصوتين راضون عن رد الحكومة الإجمالي إزاء تفشي مرض كوفيد-19، مع 34% غير راضٍ و19% غير متأكد. أُجري استطلاع رأي لاحق في 21-22 مارس، قبل الإعلان عن موعد الإغلاق التام، ووجد أن 62% من المصوتين راضون عن الرد. لكن 37% منهم لم يكونوا واثقين من إمكانية منع الانتشار واسع النطاق للمرض في نيوزيلندا، مع 26% واثقين و36% غير متأكدين.
أجرت شبكة نيوزهاب استطلاعًا للرأي على منصة رايد ريسيرتش في الفترة من 8 إلى 16 مايو 2020، سألت فيه عمّا إذا كان تنفيذ المستوى الرابع من أمر البقاء في المنزل في الفترة من مارس إلى أبريل على مستوى الدولة هو «القرار الصائب». أجاب 91.6% بـ «نعم»، و6% «لا» و2.5% «لا أعرف».
في 9 أغسطس، أظهر استطلاع أجرته مؤسسة هورايزن ريسيرتش أن الثقة في قدرة وزارة الصحة والحكومة على إدارة جائحة كوفيد-19 كانت 82%، أي انخفضت من 91% في أبريل 2020. وأظهر الاستطلاع أن 64% من النيوزيلنديين ما زالوا «على ثقة تامة» بالحكومة ووزارة الصحة، بعد أن كانت النسبة 75% في أبريل.
| التاريخ          | منظمات استطلاع الرأي | حجم العينة | راضٍ | غير راضٍ | غير متأكد | الصدارة |
| 16-20 مايو 2020  | هورايزن بول          | 1762       | 82  | 17      | 1         | 65      |
| 20-21 أبريل 2020 | كولمار برنتن         | 1003       | 92  | 7       | 2         | 85      |
| 3-5 أبريل 2020   | كولمار برنتن         | 601        | 87  | 8       | 5         | 79      |
| 8-12 فبراير 2020 | كولمار برنتن         | 601        | 84  | 9       | 6         | 75      |
| 14-19 يوليو 2020 | أوتينغ ريسيرتش/ستاف  | 3133       | 62  | 22      | 16        | 40      |
| 21-22 مارس 2020  | أوتينغ ريسيرتش/ستاف  | 1900       | 47  | 37      | 16        | 10      |
| 1-2 مارس 2020    | كولمار برنتن         | 1004       | 62  | 25      | 12        | 37      |

### الاستجابات الحكومية المحلية والإقليمية
في 20 مارس، أغلق مجلس أوكلاند جميع المكتبات العامة وبرك السباحة، والمراكز الترفيهية، بما في ذلك معرض أوكلاند للفنون والمتحف البحري النيوزيلندي.
في 21 مارس، أعلنت مجالس عدة هيئات محلية في أوكلاند وويلينغتون وكرايستشرش ودنيدن ولور هوت وبوريروا إغلاق المرافق العامة بما في ذلك برك السباحة والمكتبات ومراكز الترفيه والمراكز المجتمعية والمعارض الفنية والمتاحف.
في 24 مارس، أعلن مجلس أوكلاند إغلاق أراضي المخيمات، وأعلن مجلس كانتربيري الإقليمي أنه سيغلق أيضًا مخيمات رابطة المنازل المتنقلة النيوزيلندية في غضون 48 ساعة.
أعلن مجلس أوكلاند في 14 أبريل عن تقديم طلب للحصول على تمويل خاص لعدد من مشاريع البنية التحتية التي عُلِّقت بسبب الإغلاق التام.
في 15 أبريل، تبرع عدد من رؤساء البلديات في أوتاغو، من بينهم عمدة دنيدن آرون هوكينز، وعمدة مقاطعة أوتاغو الوسطى تيم كادوغان، وعمدة مقاطعة كوينزتاون ليكس جيم بولت، وعمدة مقاطعة كلوثا برايان كادوغان، إلى جانب عمدة مقاطعة وايتاكي غاري كيرشر ورئيسة مجلس أوتاغو الإقليمي ماريان هوبس، بجزء من رواتبهم للجمعيات الخيرية المحلية للمساعدة في جهود الإغاثة المتعلقة بجائحة فيروس كورونا. بالإضافة إلى ذلك، أعلن العديد من مسؤولي مجلس مدينة دنيدن، بما في ذلك المدير التنفيذي سو بيدروز، عن تخفيضات في أجورهم لمساعدة مجتمعاتهم المحلية على التعامل مع آثار كوفيد-19.
في 10 يوليو، أعلن مجلس أوكلاند أنه سيلغي 500 وظيفة دائمة كنتيجة للآثار الاقتصادية لجائحة كوفيد- 19.

### استجابات القطاع الصحي
في 19 مارس، ناشدت شركة ميدوورلد للتوظيف الطبي الأطباء المتقاعدين والأطباء غير المتفرغين لمساعدة القطاع الصحي والحكومة في مكافحة انتشار مرض كوفيد-19.
في 10 يونيو، أعلنت منظمة سان جون نيوزيلندا التي تقدم سيارات الإسعاف وخدمات الإسعاف الأولية، أنها ستسرّح الموظفين بسبب عجز قدره 30 مليون دولار نيوزيلندي سبَّبته جائحة كوفيد-19. حاولت المنظمة تقديم طلب للحصول على برنامج الحكومة لدعم الأجور، لكنها أُبلِغت بأنها غير مؤهلة لذلك على الرغم من انخفاض الدخل بنسبة 40%.

### استجابات قطاع الأعمال
حتى مارس 2020، كانت نيوزيلندا تدير اقتصادًا مختلطًا – سوق حرة مع البعض من ملكية ورقابة الدولة. على الرغم من التهميش المفاجئ قليلًا لممثلي قطاع الأعمال عن نفوذهم الطبيعي داخل اقتصاد نيوزيلندا، فقد استمروا في الظهور إعلاميًا: ليعملوا على الضغط ضد التفاوتات التي يمكن ملاحظتها في مختلف الصناعات، ونشر التقييمات المعتادة مثل مؤشرات الثقة في الأعمال التجارية والتوقعات الاقتصادية، والتسابق للعودة المبكرة إلى «العمل كالمعتاد».

### الطيران
في 16 مارس، أعلنت شركة طيران نيوزيلندا الوطنية أنها ستخفض قدرتها على النقل لمسافات طويلة بنسبة 85% وموظفيها بنسبة 30% استجابة لانخفاض الطلب والإيرادات نتيجة لتفشي المرض. بالإضافة إلى الرحلات المعلقة مسبقًا والتي كانت متوجهة نحو شنغهاي وسول، أوقفت شركة الطيران رحلاتها بين 30 مارس و30 يونيو المتوجهة إلى عدة مدن دولية رئيسية بما في ذلك سان فرانسيسكو وهيوستن وبوينس آيرس وفانكوفر وطوكيو وهونولولو وتايبيه، بالإضافة إلى خدماتها بين مطار لندن هيثرو-مطار لوس أنجلوس الدولي. خفضت شركة الطيران من قدرتها على النقل بين نيوزيلندا واستراليا عبر بحر تسمان بنسبة 80%، وسوف تنخفض قدرة الشبكة المحلية في مارس وأبريل 2020. ستحتفظ بما يكفي من الرحلات الجوية الخارجية لإعادة النيوزيلنديين والمُرحَّلين بالإضافة إلى الشحن الجوي الضروري. في 20 مارس، قدمت الحكومة قرضًا للخطوط الجوية النيوزيلندية بقيمة 900 مليون دولار نيوزيلندي لحماية المسارات الجوية الأساسية وإبقاء الشركة قيد العمل.
في 19 مارس، أفادت التقارير أن خطوط كانتس الجوية وخطوط جيت ستار الجوية ستوقفان عملياتهما في نيوزيلندا كجزء من جهودهما لوقف الرحلات الجوية الدولية استجابة لجائحة كوفيد-19.
في 25 مارس، أعلن كبير موظفي الإيرادات في شركة الطيران نيوزيلندا أن الشركة ستُخفَّض إلى عشرة مسارات دولية ومسارات الحرية الخامسة (وتسمى أيضًا الحقوق المضافة) من 30 مارس إلى 1 مايو: من أوكلاند إلى سيدني، بريسبان، ملبورن، راروتونغا، نادي، نييوي، لوس أنجلوس وهونغ كونغ، ومن جزيرة نورفولك إلى سيدني وبريزبان. وسوف يُستأنف المسار من أوكلاند إلى شنغهاي في 2 مايو.
في 4 أبريل، أصبح من المعروف أن خطوط فيرجن أستراليا الجوية قررت إغلاق أعمالها في نيوزيلندا بصورة دائمة، ما أدى إلى فقدان 600 وظيفة في نيوزيلندا.
في 7 أبريل، أفيد بأن شركة طيران نيوزيلندا تفكر في تسريح 387 طيارًا كجزء من تدابير خفض النفقات. وتجري حاليا مفاوضات مع رابطة طياري الخطوط الجوية النيوزيلندية، التي تمثل 1520 طيارًا من الخطوط الجوية النيوزيلندية، لخفض عدد تسريح العمال.
في 20 مايو، أعلنت شركة طيران نيوزيلندا أنها ستفصل 3500 موظف. يشمل هذا 1300 موظف من طاقم الطائرات، و950 من أفراد الطاقم الرحلات الطويلة والمتوسطة في حين سيُفصل 300 عامل عن الخدمة في أوكلاند وويلينغتون وكرايستشرش. بالإضافة إلى ذلك، فُقدت 97 وظيفة في الخطوط الجوية الإقليمية لطيران نيوزيلندا، خطوط نيلسون الجوية وخطوط ماونت كوك الجوية.
في أوائل شهر يونيو، أعلنت شركة الخطوط الجوية السنغافورية أنها ستستأنف رحلات الركاب إلى أوكلاند وكرايستشرش أسبوعيًا. في 10 يونيو، أفادت التقارير أن موظفي شركة الخطوط الجوية السنغافورية كانوا محجورين صحيًا في غرف الفندق طوال فترة إقامتهم التي دامت ثلاثة أيام. وفي منتصف يونيو، أعلنت شركة الخطوط الجوية النيوزيلندية أنها ستستأنف الرحلات الجوية بين أوكلاند وشنغهاي بدءًا من 22 يونيو.
في 5 يوليو، اجتذبت الخطوط الجوية النيوزيلندية انتقادات بعد أن أخرجت 11 راكبًا من رحلة مزدحمة إلى بريزبان وأخبروهم خطًا بأنهم سيضطرون إلى دفع ثمن إقامتهم والوجبات وغير ذلك من تكاليف الحجر الصحي حتى تكون الرحلة القادمة جاهزة للمغادرة يوم الثلاثاء. وقد استُدعيت الشرطة للتوسط بين موظفي شركة الطيران والركاب. واعتذرت شركة طيران نيوزيلندا فيما بعد عن تقديم معلومات غير صحيحة للركاب.
في 3 أغسطس، أعلن مطار أوكلاند الدولي أنه سيقسم محطته الدولية إلى مناطق منفصلة للمسافرين من «مراكز سفر آمنة» ومناطق «إدارة صحية» توقعًا لإنشاء ممر جوي آمن بين نيوزيلندا وجزر كوك.

### المقاهي والمطاعم
في 14 أبريل، أُفيد بأن ثلاث شركات مساهمة من أصل الشركات التي تتمتع بترخيص برغر كينغ في نيوزيلندا قد دخلت حيّز الحراسة القضائية، مع تعيين شركة كوردامنثا كحارس قضائي. وكان من المأمول أن تبدأ برغر كينغ التداول مرة أخرى بعد إغلاق السوق لأن الشركة العاملة لم تكن تحت الحراسة القضائية.

### أراضي التخييم
في 24 مارس، أعلنت سلطتان محليتان ورابطة المنازل المتنقلة النيوزيلندية أنهم سيغلقون أراضي التخييم خاصتهم.

### الكازينوهات
في 11 أيار، أعلنت مجموعة سكايسيتي الترفيهية أنها ستخفض 700 وظيفة نتيجة للتداعيات الاقتصادية للجائحة. في أبريل، خفضت الشركة 200 وظيفة.

### قطاع البناء
في 28 نيسان 2020، أصبح من المعروف أن شركة ستيل آند تيوب ستخسر ما بين 150 و200 وظيفة في عملية إعادة الهيكلة المقبلة.
في 20 مايو، أعلنت شركة فليتشر للبناء أنها ستستغني عن 1000 وظيفة على الأقل في نيوزيلندا و500 وظيفة في أستراليا، أي ما يعادل 10% من قوة العمل لديها. في 11 أغسطس، أفادت التقارير بأن فليتشر تتوقع خسارة قدرها 196 مليون دولار نيوزيلندي للسنة حتى يونيو 2020 بسبب الجائحة.

### صناعة الأفلام
في 17 مارس، أعلن جون لانداو، المنتج المشارك لتتمة فيلم آفاتار، أن إنتاج الفيلم في استديوهات ستون ستريت التي تتخذ من ويلينغتون مقرًا لها قد جرى تعليقه ردًا على الجائحة. مع ذلك، سوف يستمر العمل على التأثيرات البصرية في شركة ويتا ديجيتال في ويلينغتون. في 31 مايو، مُنح طاقم عمل آفاتار، بمن فيهم المخرج جيمس كاميرون من هوليوود، حق الدخول إلى نيوزيلندا بموجب فئة خاصة من التأشيرات بالنسبة للاستثناءات الحدودية للأجانب الذين يعتبرون ضروريين لمشروع ذي «قيمة اقتصادية كبيرة».

### الخدمات المالية
في 1 يوليو، أعلن بنك إيه إس بي أنه سيغلق تسعة فروع في المراكز الرئيسية وأن 25 فرعًا سيعتمدون نظام عمل ثلاثة أيام في الأسبوع بسبب تحول الطلب على الخدمات عبر الإنترنت. الفروع التي سيتم إغلاقها هي فروع مستشفى أوكلاند، وبارنيل، وجادة رونوود في مدينة مانوكاو، وإليرزلي وماونت ألبرت في أوكلاند، وجامعة وايكاتو في هاميلتون، وباباموا في خليج بلينتي، وستتعاقد الشركة مع 150 موظف إضافي لتوفير الدعم الفني المتخصص عبر الإنترنت.

### خدمات الجنازات
حذر مديرو الجنازات من تصاعد العنف نتيجة لعدم قدرة الأشخاص على حضور جنازات أحبائهم خلال قيود المستوى 4 والمستوى 3.

### القطاع البحري
في أوائل يونيو، حذّر ستيف سوليفان المدير الإداري لشركة إيرميكس للهندسة البحرية من أن نحو 40 وظيفة في وظائف الهندسة البحرية في نيلسون معرضة للخطر بسبب سياسة الحكومة المتمثلة في رفض دخول السفن نتيجة جائحة كوفيد-19. وطبقًا لسوليفان فإن 40% من عائدات الشركة تأتي من أعمال إعادة إصلاح السفن الدولية. دعا النائب الوطني نيك سميث الحكومة إلى رفع الحظر الشامل المفروض على السفن الأجنبية، مستشهدًا بحالة سفينة صيد التونة المسجلة في ساموا الأمريكية كابتن فينسنت غان والتي منعتها دائرة الهجرة النيوزيلندية من الدخول وطلبت منها أن تسعى إلى إجراء إصلاحات عاجلة في هاواي.

### وسائل الإعلام
في 30 مارس 2020 أعلنت شركة نيوزيلندا للإعلام والترفيه (إن زد إم إي)، التي تملك صحيفة نيوزيلاند هيرالد وإذاعة نيوزتوك زد بي، إغلاق إذاعة راديو سبورت الرياضية مع التنفيذ الفوري، بسبب تأثير فيروس كورونا على الرياضة.
في 1 أبريل، أخبر مايكل أندرسون المدير التنفيذي لشركة ميدياوركس الموظفين أن يقبلوا بتخفيض الأجور بنسبة 15% لتجنب الاستغناء عن العمالة.
في 2 أبريل، أعلنت مجموعة باور ميديا أنها ستوقف المجلات النيوزيلندية الخاصة بها، وذلك استجابة بشكل مباشر لكون المجلات قد مُنعت من النشر بموجب قيود المستوى الرابع. وهذا من شأنه أن يوقف العديد من المجلات الشهيرة، بما في ذلك مجلة ومنز داي، ونيوزيلاند ومنز الأسبوعية، ونيوزيلاند لسينر، وذا أستراليان ومنز الأسبوعية، ونورث آند ساوث، ونيكست، ومترو، ومجلة طيران نيوزيلندا كيا أورا، ويور هوم آند غاردن، ما يترك نحو 200 موظف سابق عاطلين عن العمل.
في 14 أبريل، أعلنت شركة نيوزيلندا للإعلام والترفيه (إن زد إم إي) أنها ستستغني عن 15% من قوتها العاملة (نحو 200 وظيفة) نتيجة للتداعيات الاقتصادية الناجمة عن فيروس كورونا.
في 16 أبريل، طلبت شينيد بوشر المديرة التنفيذية لشركة «ستاف» من الموظفين الذين يكسبون أكثر من 50 ألف دولار تخفيض رواتبهم بنسبة 15% بينما ستُخفض رواتب الفريق التنفيذي بنسبة 25%. وسوف يُخفض راتب بوشر نفسها بنسبة 40%.
في 25 مايو، أعلن مايكل أندرسون، المدير التنفيذي لشركة ميدياوركس، أن الشركة ستزيل 130 وظيفة من أقسام المبيعات والإعلان في الهواء الطلق والإذاعة نتيجة لآثار الجائحة الاقتصادية.
في 12 يونيو، أفادت التقارير بأن هيئة الإذاعة الوطنية «تلفزيون نيوزيلندا» تخطط للاستغناء عن 100 وظيفة خلال الأسابيع القليلة القادمة لتوفير 10 ملايين دولار وأن الشركة كانت تبحث عن رئيس جديد لقسم الأخبار ليحل محل جون غيليسبي.

#### احتجاجات جورج فلويد
في 1 يونيو، أُقيم عدد من الاحتجاجات المتضامنة مع حركة «حياة السود مهمة» (بي إل إم) في العديد من المراكز الرئيسية بما في ذلك أوكلاند، وويلينغتون، وكرايستشيرش، ودنيدن، وتاورانجا، وبالميرستون نورث وهاميلتون استجابةً لمقتل جورج فلويد، الذي أشعل موجةً من الاحتجاجات وأعمال الشغب في الولايات المتحدة وحول العالم. حضر 4,000 شخص تجمع أوكلاند لوحده، الذي شهد سير المتظاهرين من أوتيا سكوير أسفل كوين ستريت إلى القنصلية الأمريكية العامة. في ويلينغتون، تجمهر المئات خارج البرلمان. وفقًا للتقارير الصحفية، كان التباعد الاجتماعي صعبًا بسبب عدد الحاضرين الكبير.
انتقد كل من عالمة الأحياء الدقيقة ومستشارة الصحة د. سيوكسي وايلز، ونائب رئيس الوزراء ونستون بيترز ووقائد حزب «إيه سي تي» ديفيد سايمور المشاركين في المسيرة لانتهاكهم قيود الإغلاق التام من المستوى 2. دعت د. وايلز الأشخاص الحاضرين مسيرات «بي إل إم» وتجمعاتها إلى عزل أنفسهم لمدة 14 يوم. بينما انتقد بيترز وسايمور المشاركين لخرقهم قيود الإغلاق التام من المستوى 2 وتقويض الجهود الهادفة إلى القضاء على كوفيد-19، ودعا الحكومة إلى التوجه نحو مستوى التأهب 1. انتقدت رئيسة الوزراء جاسيندا أرديرن المتظاهرين لخرقهم قيود المستوى 2 في خضم جائحة عالمية، وعبرت عن تعاطفها مع جورج فلويد. أشار وزير الشرطة ستيوارت ناش بدروه إلى عدم سعي شرطة نيوزلندا لمقاضاة المتظاهرين معربًا عن خيبة أمله بسبب انتهاك قواعد التباعد الاجتماعي. انتقد زعيم المعارضة تود مولر الحكومة لإرسالها رسائل متباينة فيما يتعلق بمستويات التأهب لكوفيد-19، زاعمًا أنهم قد سببوا شعور العامة بالرضا حول خرقهم التباعد الاجتماعي، مستشهدًا بمسيرات «بي إل إم» كمثال.
ردًا على ذلك، دافع منظم احتجاج «بي إل إم» في كرايستشيرش ويل هانتر عن قراره بإقامة المسيرة، التي جذبت 700 شخص. صرح أيضًا أنه وزملاؤه المنظمون قد ناشدوا المشاركين على اتخاذ الاحتياطات الصحية، بما في ذلك ارتداء القفازات، والأقنعة الوجهية، والتباعد الاجتماعي والبقاء في المنزل في حالة المرض.

### استجابات قطاع التعليم
في 17 مارس، أغلقت ثانوية لوغان بارك في دنيدن لمدة 48 ساعة بعد ظهور نتيجة إيجابية بكوفيد-19 لدى أحد طلابها. في نفس اليوم، أصبحت جامعة كانتربري أول جامعة نيوزلندية تستدعي طلاب التبادل لديها من الخارج، مشيرةً إلى أنه «نظرًا إلى الوضع العالمي المتصاعد بسرعة والكم المتزايد من قيود السفر حول العالم، والاستشارة المكثفة مع شركائنا، [اتخذنا] قرارًا صعبًا بتعليق برامج التبادل لدينا واستدعاء جميع طلاب التبادل التابعين لجامعة «يو سي» من الخارج، يسري مفعول القرار على الفور».
في 20 مارس، أوقفت جامعة ماسي التعليم وجهًا لوجه في جميع البرامج التعليمية التي يمكن تعليمها عن بعد. علقت جامعة أوكلاند جميع فصولها الدراسية لأسبوع 23-27 مارس من أجل تحضير طاقمها للتعليم عن بعد في حالة إغلاق الحرم الجامعي الجزئي. أصدرت جامعة أوتاغو في دنيدن أمرًا بتعليم الفصول الدراسية التي تضم أكثر من 100 طالب عبر الإنترنت.
في 21 مارس، أعلنت جامعة أوكلاند للتكنولوجيا عن تعليق التعليم استجابةً لعريضة من الطلاب. أعلنت جامعة كانتربري أيضًا عن أمكانية انتقالها نحو التعليم الإلكتروني.
في 23 مارس، أغلقت العديد من المدارس في أوكلاند بما في ذلك كلية ماريست، ومدرسة راندويك بارك وكلية غليندوي بعد إصابة العديد من الأساتذة والأهالي بفيروس كورونا. في نفس اليوم، دعا مجلس التعليم لأوتياروا نيوزلندا الحكومة إلى إغلاق جميع المدارس على الفور. أغلقت الحكومة جميع المدارس ومراكز الطفولة المبكرة استجابةً لتصاعد الحالات ورفع مستوى التأهب لفيروس كورونا في نيوزلندا إلى المستوى 3. كان من المتوقع أيضًا أن تحذو الجامعات حذوها.
في 13 مايو، أعلن وزير التعليم كريس هيبكينز عن تأجيل الاختبارات الخارجية لشهادة الثانوية العامة للتحصيل التعليمي (إن سي إي إيه) في نهاية العام من 6 إلى 16 نوفمبر 2020.

### الرفق بالحيوان
في 31 مارس 2020، حذر الرئيس التنفيذي لشركة «إن كيه بورك» ديفيد باينز من الآثار المترتبة على الخنازير الصحية في مزارع نيوزلندا جراء تصنيف الحكومة للجزارين كخدمات غير أساسية. إذ تفتقر العديد من المزارع إلى المساحة الكافية لتخزين الخنازير بسبب فائضها.
في 15 أبريل، أفاد موقع ستاف باحتجاز العديد من الحيوانات الأليفة بما فيها الكلاب والقطط في شركات نقل الحيوانات الأليفة وملاجئ الحيوانات بسبب تعطل السفر الناتج عن جائحة فيروس كورونا والإغلاق التام في نيوزلندا. نظرًا إلى قيود الإغلاق التام، لا يُعتبر نقل الحيوانات الأليفة خدمة أساسية. أعلنت شركة طيران نيوزلندا عن نظرها في إعادة فتح خدمة نقل الحيوانات الأليفة الخاصة بها تزامنًا مع رفع قيود المستوى 4 للإغلاق التام.

### قرارات المحاكم
في 4 مايو، سمح قاضي المحكمة العليا لرجل مسافر من المملكة المتحدة بزيارة والده المحتضر، متجاوزًا أوامر الأغلاق التام الصارمة للحكومة بما في ذلك فترة الحجر الصحي لمدة 14 يوم لجميع المسافرين من الخارج. ردًا على القرار، طلبت رئيسة الوزراء أرديرن من وزير الصحة ديفيد كلارك مراجعة 24 حالة حظرت فيها السلطات طلبات الأفراد لرؤية أقاربهم المحتضرين على أسس صحية.  نتيجةً لمراجعة الحكومة، مُنحت امرأة إعفاء من الحجر الصحي لمدة 14 يوم من أجل زيارة والدتها البالغة 59 عام والمصابة بمرض عضال.

## إحصائيات

### الحالات
حتى 10 يوليو 2020، بلغ عدد الحالات في نيوزلندا 1,542 حالة (1,192 مؤكدة و350 حالة محتملة) لكوفيد-19. بناءً على تقدير نسبة السكان الوطني البالغ 4,966,000 نسمة، يعطي هذا الدولة 230.03 حالة مؤكدة لكل مليون نسمة (310.51 حالة مؤكدة ومحتملة لكل مليون نسمة).:
لم ترد أي حالات من جزر تشاثام، أو جزر ستيوارت، أو الولايات المتعلقة بنيوزلندا (جزر كوك، نييوي) أو المناطق التابعة من توكيلاو.

### التجمعات
حتى 6 يوليو 2020، حددت وزارة الصحة 16 تجمع رئيسي لما لا يقل عن عشر حالات كوفيد-19 مؤكدة أو محتملة. لا يوجد في الوقت الحالي أي تجمعات نشطة مهمة.
أُغلقت التجمعات التالية. يُعتبر التجمع مغلقًا عند عدم ظهور حالات جديدة خلال فترتي حضانة (أي 28 يوم) من تاريخ إكمال جميع الحالات للعزل.
- زفاف، بلاف – [164] 98
- كلية ماريست، أوكلاند – 96 [164][164][165]
- تجمع يوم سنت باتريك، بار ريدوبت، ماتاماتا – 77 [164]
- استراحة روزوود، كرايستشيرش- 56 [164]
- استراحة «سي إتش تي» سانت مارغريت، أوكلاند – 51 [164]
- عمل خاص، أوكلاند – 40 [164]
- مؤتمر هيريفورد العالمي، كوينزتاون – 39 [164]
- مجموعة مجتمعية، أوكلاند – 30 [164]
- سفينة الأميرة روبي السياحية، خليج هوك – 24 [164]
- استراحة جورج مانينغ لايفكير، كرايستشيرش – 19 [164]
- مجموعة سفر إلى الولايات المتحدة، ويلينغتون – 16 [164]
- مجموعة سفر إلى الولايات المتحدة، أوكلاند – 16 [164]
- استراحة أتاوهاي أسيسي، هاملتون – 15 [164]
- مجموعة مجتمعية، كرايستشيرش – 14 [164]
- زفاف، ويلينغتون – 13 [164]
- استراحة، أوكلاند – 13 [164]

تعود جميع حالات وفاة كانتربري «دي إتش بي» البالغ عددها 12 إلى تجمع استراحة روزوود. شهد هذا التجمع أكثر من نصف إجمالي وفيات الدولة الناتجة عن كوفيد-19.

### تقدم كوفيد-19
تقدم حالات كوفيد-19 في نيوزلندا:
الرسم البياني نفسه مع السير شبه اللوغاريتمي:

### الحالات والوفيات الجديدة
الحالات الجديدة لكوفيد-19 في نيوزلندا (المؤكدة والمحتملة) في الأحمر، والوفيات في الأسود:

## نظام مستويات التأهب
في 21 مارس، أعلنت رئيسة الوزراء جاسيندا أرديرن عن إدخال نظام مستويات التأهب على مستوى الدولة، على غرار أنظمة إنذار الحرائق الحالية. توجد أربعة مستويات، تتدرج من المستوى 1 ذو خطورة الإصابة الأدنى حتى المستوى 4 ذو الخطورة الأعلى. بالتزامن مع الإعلان، وصلت نيوزلندا إلى المستوى 2. يفرض كل مستوى قيودًا إضافية على النشاطات والحركة. من الممكن أن تمتلك كل منطقة مستوى تأهب فردي اعتمادًا على شدة الإصابة الخاصة بها، ويمكن تغيير هذه المستويات في أي وقت.
بالتزامن مع إعلان أرديرن، وصلت نيوزلندا إلى مستوى التأهب 2. أعلنت أرديرن في 23 مارس عن دخول نيوزلندا في المستوى 3، ساري المفعول على الفور، وانتقالها نحو المستوى 4 في الساعة 11:59 مساءً في 25 مارس. في 20 أبريل، أعلنت أرديرن عن انتقال نيوزلندا إلى المستوى 3 من التأهب في الساعة 11:59 مساءً في يوم 27 أبريل، مع السماح بدخول موظفي المدارس والشركات إليها خلال الأسبوع الأخير من مستوى التأهب 4 من أجل تحضير انتقال المؤسسة إلى المستوى 3. بقيت الدولة في مستوى التأهب 3 لمدة أسبوعين على الأقل، مع اتخاذ القرار بشأن انتقالها إلى المستوى 2 في 11 مايو. في 11 مايو، أعلنت نيوزلندا عن دخولها في مستوى التأهب 2 اعتبارًا من الساعة 22:59 مساءً في 13 مايو، ورفعت قيود الإغلاق التام مع الحفاظ على التباعد الجسدي في الأماكن العامة وعدم تجاوز عشرة أشخاص في التجمعات الخاصة. في 8 يونيو، أعلنت أرديرن عن دخول الدولة في مستوى التأهب 1 في الساعة 11:59 مساءً في نفس الليلة، مع رفع القيود المتبقية.
مستويات التأهب تراكمية – يشمل كل مستوى القيود الخاصة بالمستوى الأدنى. المستويات كالتالي:
- المستوى 1 – استعد: كوفيد-19 خارج عن السيطرة حول العالم. احتوت نيوزلندا المرض، لكن من الممكن انتقاله بين أفراد الأسرة المعزولين.
  - إجراءات دخول الحدود من أجل تقليص خطر استيراد حالات كوفيد-19.
  - الفحص المكثف لكوفيد-19.
  - متابعة مخالطي المرضة بسرعة لكشف الحالات الإيجابية.
  - دخول الأشخاص الذين لا يظهرون أعراض والقادمين إلى نيوزلندا في مؤسسة عزل مدارة لمدة 14 يوم على الأقل.[172]
  - دخول الأشخاص الذين يظهرون أعراض كوفيد-19 أو المصابين القادمين إلى نيوزلندا في مؤسسة حجر صحي ومنعهم من مغادرة غرفهم لمدة 14 يوم على الأقل.[172]
  - من الممكن تطبيق العزل الذاتي الإلزامي.
  - فتح المدارس وأماكن العمل مع استمرار عملها بشكل آمن.
  - تشجيع التباعد الجسدي.
  - لا قيود على التجمعات.
  - ابقى في المنزل عند المرض، وأبلغ عن الأعراض المشابهة للإنفلونزا.
  - اغسل اليدين وجففهما، واسعل في المرفق، ولا تلمس وجهك.
  - لا قيود على النقل المحلي – تجنب النقل العام أو السفر في حالة المرض.
- المستوى 2 – قلّص: المرض محتوى، لكن ما يزال خطر الانتقال المجتمعي قائمًا. من الممكن حدوث الانتقال بين أفراد الأسرة، وهنالك حالات تفشي فردية أو جماعية.
  - باستطاعة الأفراد التواصل مع أسرهم وأصدقائهم، أو الذهاب للتسوق، أو السفر محليًا، لكن عليهم اتباع الدليل الصحي العام.
  - يُنصح بالتزام التباعد الجسدي لمسافة مترين في الأماكن العامة، مع التزام التباعد الجسدي لمسافة متر واحد في البيئات الخاضعة للسيطرة مثل أماكن العمل إلا في حالة وجود إجراءات أخرى.
  - لا يتجاوز عدد الأشخاص 100 شخص في التجمعات الداخلية أو الخارجية (تخضع إلى أي حد أدنى، مثل تعليمات الحرائق).
  - الأنشطة الرياضية والترفيهية مسموحة، وتخضع إلى شروط على التجمعات، ومتابعة مخالطي المرضى، و –في الحالات الممكنة- التباعد الجسدي.
  - تستطيع الأماكن العامة الفتح مع التزامها إجراءات الصحة العامة.
  - تعمل خدمات الرعاية الصحية ورعاية ذوي الاحتياجات الخاصة بشكل طبيعي قدر الإمكان.
  - تستطيع الشركات فتح أبوابها أمام العامة، مع التزامها التوجيهات الصحية العامة المتعلقة بالتباعد الجسدي ومتابعة مخالطي المرضى. إلى جانب تشجيع طرق العمل البديلة الممكنة (مثل العمل عن بعد، والعمل المعتمد على المناوبة، والتباعد الجسدي، واستراحة وجبات مجدولة وموعد مغادرة مرن).
  - تستطيع المدارس، ومقدمو التعليم في مراحل الطفولة المبكرة والتعليم العالي الفتح مع التزامهم إجراءات الصحة العامة الملائمة.
  - تشجيع الأشخاص الأكثر عرضة للإصابة بأمراض خطرة من كوفيد-19 (مثل أولئك المصابين بحالات طبية كامنة، خاصة غير المسيطر عليها، وكبار السن) على اتخاذ تدابير وقائية إضافية عند مغادرتهم المنزل. يمكنهم الاستمرار في عملهم في حال اتفاقهم مع رب العمل على تنفيذ مهامهم بأمان.
- المستوى 3 – قيّد: يوجد خطر كبير بعد احتواء المرض. من المرجح حدوث الانتقال المجتمعي. قد تتشكل تجمعات جديدة لكن يمكن السيطرة عليها عبر الاختبارات ومتابعة مخالطي المرضى.
  - تُوجه التعليمات للأشخاص بالبقاء في المنزل ضمن فقاعتهم وحصر حركتهم في التنقل الشخصي الضروري – بما في ذلك الذهاب إلى العمل والمدرسة إذا وجب عليهم ذلك أو للترفيه المحلي.
  - يجب التزام الأفراد فقاعاتهم الأسرية الفورية، لكن بإمكانهم تمديدها من أجل إعادة التواصل مع أفراد الأسرة المقربين، أو إحضار مقدمي الرعاية، أو دعم الأشخاص المعزولين. يجب أن تبق هذه الفقاعة الممتدة حصرية.
  - تستطيع المدارس (السنوات 1 إلى 10) ومراكز تعليم الطفولة المبكرة استكمال عملها بأمان، لكنها تلتزم بسعة محدودة. يجب تعلم الأطفال من المنزل إن أمكن.
  - يجب أن يعمل الأشخاص من منزلهم إلا إذا لم يكن بالإمكان ذلك.
  - يمكن للشركات فتح أماكن عملها، مع عدم التفاعل الجسدي مع العملاء.
  - النشطات الترفيهية المحلية ذات الخطر المنخفض مسموحة.
  - المباني العامة مغلقة (مثل المكتبات، والمتاحف، ودور السينما، ومتاجر الطعام، وصالات الرياضة، والمسابح، والملاعب والأسواق).
  - لا تزيد التجمعات عن 10 أشخاص وحصريًا من أجل خدمات الزفاف، والجنازة والتانغيهانغا. يجب الحفاظ على التباعد الجسدي وتدابير الصحة العامة.
  - تستخدم خدمات الرعاية الصحية استشارات افتراضية من دون اتصال قدر الإمكان.
  - السفر بين الأقاليم محدود جدًا (على سبيل المثال للعمال الأساسيين مع استثناءات محدودة للآخرين).
  - تشجيع الأشخاص الأكثر عرضة للإصابة بأمراض خطرة من كوفيد-19 (مثل أولئك المصابين بحالات طبية كامنة، خاصة غير المسيطر عليها، وكبار السن) على اتخاذ تدابير وقائية إضافية عند مغادرتهم المنزل. يمكنهم الاستمرار في عملهم إذا اختاروا ذلك.
- المستوى 4 – اقضِ: من المرجح عدم احتواء المرض. يحدث الانتقال المجتمعي، وهنالك حالات تفشي واسعة النطاق وتجمعات جديدة.
  - تُوجه التعليمات للأشخاص بالبقاء في منازلهم (في فقاعتهم) إلا في حالة التنقل الشخصي الأساسي.
  - النشاطات الترفيهية الآمنة مسموحة في المناطق المحلية.
  - السفر محدود بشدة.
  - جميع التجمعات ملغاة وجميع المباني العامة مغلقة.
  - الأعمال التجارية مغلقة ما عدا الخدمات الأساسية (مثل السوبر ماركت، والصيدليات، والعيادات ومحطات الوقود) ومؤسسة حبل الحياة.
  - المؤسسات التعليمية مغلقة.
  - تقنين الإمدادات ومصادرة المؤسسات ممكن.
  - إعادة ترتيب أولويات خدمات الرعاية الصحية.

### الخدمات الأساسية
تشمل «الخدمات الأساسية» المشار إليها في مستوى التأهب 4:
- الإقامة
  - أي جهة موفرة لخدمات الإقامة للعمال الأساسيين، والعزل/الحجر الصحي والسكن في حالات الطوارئ
  - قرى التقاعد
- الحدود
  - خدمات العملاء في نيوزلندا، وهجرة نيوزلندا ووزارة الصناعات الأساسية
- البناء والتشييد
  - أي جهة مشاركة في البناء والتشييد المتعلقين بالخدمات الأساسية والبنية التحتية الحيوية، بما في ذلك الجهات في سلاسل التوريد والدعم.
  - أي جهة مشاركة في عمل مطلوب في درء المخاطر المباشرة على الحياة أو الصحة، أو منع ضرر بيئي خطير وعناصر سلاسل التوريد الأساسية ذات الصلة.
  - أي جهة لديها مسؤولية قانونية أو مشاركة في الموافقة على البناء والموارد اللازمة للأهداف المذكورة أعلاه
- المحاكم، والقضاء ونظام العدل
  - محاكم نيوزلندا، أماكن القضاء
  - الجهات الملكية الهامة مثل مفوضية الانتخابات
- التعليم
  - أي جهة أو فرد محدد بواسطة وزير التعليم كضرورة من أجل توفير التعليم عن بعد أو الإلكتروني (مثل الطابعات والأجهزة وتكنولوجيا المعلومات)
- النقل السريع للبضائع المجتمعية
  - أي جهة مشاركة في توفير الطعام والمشروبات وتوصيلها وتوزيعها وبيعها إلى جانب البضائع الاستهلاكية الأساسية الأخرى من أجل الحفاظ على صحة الناس.
- الخدمات المالية
  - أي جهة عاملة في الخدمات المالية للعملاء والشركات، والبنية التحتية للخدمات المالية (بما في ذلك الخدمات البنكية)، والبورصة، وخدمات الوساطة المالية، وأنظمة الدفع والتسوية، وإدارة الأموال (بما في ذلك مخطط كيوي-سيفر)، وخدمات التأمين، والاستشارات المالية وخدمات الدعم مثل المسؤولين والمشرفين والأمناء.
- الصحة
  - مجلس الصحة المحلي (وجميع مؤسساته)، ووكالة فارماك، وخدمات دماء نيوزلندا، ووكالة تعزيز الصحة وهيئة جودة الصحة والسلامة
  - أي موظف أو متعاقد كطبيب، وممرض، وقابلة، وصيدلي، ومسعف، وعلماء المخابر الطبية، وموظفي الكاياوهينا، والأخصائيين الاجتماعيين، وموظفي رعاية المسنين والمجتمع ومقدمي الرعاية بشكل عام
  - المشافي، وعيادات العناية الأولية، والصيدليات، والمخابر الطبية ومؤسسات العناية (مثل دور العناية)
  - خدمات العناية السنية والبصرية الإسعافية
  - أي جهة توفر الخدمات الإسعافية
  - أي جهة مشاركة في أمور الوفيات/توباباكو (مثل دور الجنائز والمحارق والمقابر)
  - أي جهة منتجة لمعدات القطاع الصحي، والأدوية ومعدات الوقاية الشخصية
- الحكومة المحلية والوطنية
  - أي جهة مشاركة في الاستجابة لكوفيد-19، أو التطبيق، أو التخطيط أو اللوجستيات أو الجهات المتعلقة بوظائف الدفاع المدني/إدارة الطوارئ (بما في ذلك أي جهة توفر خدمات هذه الأهداف)
  - الخدمات العامة الأساسية
- الحكومة الخارجية
  - الحفاظ على العمليات الهامة في البعثات الخارجية المتمركزة في نيوزيلندا
- الصناعات الأولية، بما في ذلك إنتاج الأغذية والمشروبات وتصنيعها
  - أي جهة تضم تعليب المنتجات الغذائية والمشروبات وإنتاجها ومعالجتها، للاستهلاك المحلي أو التصدير على حد سواء
  - أي جهة مشاركة في خدمات الدعم ذات الصلة، مثل سلامة الأغذية والتحقق منها، والرقابة أو الخدمات المختبرية المرتبطة ووظائف سلامة الطعام والأمن البيولوجي
  - أي جهة تقدم الخدمات البيطرية
  - أي جهة من شأنها تعريض الحفاظ على معايير صحة الحيوانات أو الرفق بها للخطر في حال إغلاقها (بما في ذلك البقاء قصير الأمد للأنواع)
- السلامة العامة والأمن الوطني
  - إدارة الإصلاحيات، وحرائق وطوارئ نيوزلندا، ووزارة الدفاع، ووزارة العدل، وقوى الدفاع النيوزلندية، وشرطة نيوزلندا، دائرة الاستخبارات الأمنية النيوزلندية (إن زد إس آي إس) ومكتب أمن الاتصالات الحكومية (جي سي إس بي)
  - أي موظف أو متعاقد في وظيفة متعلقة بالسلامة العام أو الأمن الوطني
- العلوم
  - «إي إس آر»، و «جي إن إس» ساينس، وجيو-نت، و «إن آي دبليو إيه» ومت-سيرفايس
  - أي جهة (بما في ذلك المنظمات البحثية) مشاركة في الاستجابة بكوفيد-19
  - أي جهة (بما في ذلك المنظمات البحثية) مشاركة في مراقبة الخطر والمرونة
  - أي جهة (بما في ذلك المنظمات البحثية) مشاركة في تشخيصات الخدمات الأساسية مثل الأمن البيولوجي والصحة العامة
  - المخابر ومؤسسات الاحتواء المادي المستوى 3 (بّي سي 3) التي بإمكانها توفير الخدمات المنتجات الأساسية المستخدمة في الاستجابة لكوفيد-19
  - مؤسسات بحثية هامة أخرى بما في ذلك مؤسسات الحيوانات، والتجارب السريرية والبنية التحتية التي تتطلب الاهتمام المستمر (مثل العينات والمجموعات ومرافق التخزين) والمهمة لنيوزلندا
- الخدمات الاجتماعية
  - تلك الجهات، بما في ذلك المنظمات غير الحكومية، المعنية بتقديم خدمات العناية والخدمات الاجتماعية من أجل تلبية الاحتياجات الفورية، على أن تُخصص بشكل مشترك بواسطة وزارة التنمية الاجتماعية (إم إس دي) وأورانجا تاماريكي
- النقل واللوجستيات
  - وزارة النقل، وخدمة العملاء في نيوزلندا، ودائرة الجمارك النيوزلندية، ودائرة النقل النيوزلندية، وهيئة الطيران المدني (بما في ذلك هيئة أمن الطيران)، ونيوزلندا البحرية (بما في ذلك مركز تنسيق الإنقاذ)، والخطوط الجوية النيوزلندية، ومت-سيرفايس، وكيوي-ريل (بما في ذلك إنترآيلاندر) وأي جهة متعاقدة مع هذه الجهات
  - أي جهة توفر، أو تتعاقد مع جهة توفر، الخدمات اللوجستية بما في ذلك خدمات البريد والإرسال النيوزلندية
  - أي جهة توفر، أو تتعاقد مع جهة توفر، خدمات النقل لوزارة الصحة، أو مجلس الصحة المحلي، أو المسؤول الطبي عن الصحة أو المراقب (على النحو المعين في القسم 4 من قانون الدفاع المدني وإدارة الطوارئ لعام 2002)
  - أي جهة توفر الخدمات المتعلقة بالصيانة والعمل المستمر للنية التحتية الحيوية (مثل الطرق والسكك الحديدية والموانئ والمطارات)
  - أي جهة عاملة أو متعاقدة مع مؤسسة حبل الحياة، أو مطار، أو خدمة النقل الجوي للركاب و/أو الشحن الجوي، أو خدمة النقل البحري للركاب و/أو الشحن البحري، أو خدمة الشحن البري، أو خدمة الشحن بالقطارات، أو خدمة استرداد المركبات؛ أو خدمة النقل العام (بموجب عقد مع المجلس الإقليمي)
  - أي سائق لمركبة خدمة الركاب (يحمل رخصة ذات صلة) مثل سائقي سيارات الأجرة أو النقل الخاص
  - أي جهة توفر خدمات للحفاظ على تشغيل المركبات لأهداف الأعمال الأساسية (مثل فحوص المركبات والميكانيكيات وخدمات الإطارات)
- الخدمات والاتصالات، بما في ذلك سلاسل التوريد
  - أي جهة مشاركة في إنتاج أو توريد أو بيع أو التخلص من الكهرباء، والغاز، والماء، ومياه الصرف الصحي (مثل التطهير)، والنفايات (مثل جمع القمامة وإعادة تدويرها)، والوقود السائل والصلب، وخدمات الاتصالات وأي جهة متعاقدة مع هذه الجهات
  - يُعد توصيل الوقود الصلب (بما في ذلك الحطب والمعدن والفحم) من أجل تلبية الاحتياجات الفورية (مثل التدفئة المنزلية) أو تلبية الطلبات الموجودة مسبقًا خدمة أساسية
  - الأخبار (بما في ذلك إنتاج الأخبار) ووسائل الإعلام والبث
  - مزودو خدمات الإنترنت
  - أي جهة توفر خدمات إصلاحية للحفاظ على الاتصالات والخدمات، بما في ذلك سلاسل التوريد
  - أي جهة توفر خدمات ضرورية لأماكن العمل الأساسية من أجل الحفاظ على العمل الآمن فيها (مثل التنظيف والخدمات الأمنية)
  - يستمر عمال النظافة التجاريون الذين ينظفون المناطق العامة للأبنية السكنية في العمل حيث توجد حركة سير عالية (مثل المصاعد والسلالم)
- قرارات واستثناءات إضافية
  - تُعتبر جميع محلات السوبرماركت والبقالة خدمات أساسية. ينصب تركيز السوبرماركت الأولي على بيع المنتجات الغذائية، وهو متجر بيع بالتجزئة يعمل على أساس الخدمة الذاتية، ويبيع البقالة، والمنتجات الطازجة، واللحوم، والمخبوزات ومنتجات البقالة، وأحيانًا تشكيلة من البضائع غير الغذائية. يجب على محلات البقالة تطبيق قاعدة «شخص يدخل شخص يخرج»، ومن غير المسموح بيع الطعام المطبوخ.
  - يمكن بيع المنتجات الاستهلاكية الأساسية غير الغذائية (مثل البطانيات، والسخانات، وأدوات المطبخ وأجهزته، والأدوات البيضاء، وأجهزة الحاسوب والهواتف المحمولة) وفقًا لشروط معينة. لا يُسمح للشركات غير القادرة على تلبية هذه الشروط عرض السلع للبيع.
  - يُسمح بتوصيل الطعام بخلاف الوجبات المحضرة المطبوخة مثل الوجبات الجاهزة (مثل توصيل طلبات المنازل من السوبرماركت، أو الطرود الغذائية من المنظمات الخيرية، أو صناديق الاشتراك الغذائية أو أي خدمة توصيل طعام أخرى). تستمر «ميلز أون ويلز» في توصيل الطعام المحضر. يجب التزام الطلب والدفع والتسليم بعدم التلامس، ويجب أن تعمل الشركة بأمان ضمن الإرشادات الصحية العامة مثل الفصل الجسدي والنظافة.
  - يُسمح لصانعي الأقفال استكمال عملهم الأساسي في حالات الطوارئ ونشاطهم الأساسي من أجل الحفاظ على أمن المباني/الملكيات الشخصية.
  - لا تُعتبر خدمة صيانة العشب خدمة أساسية ولا يجب القيام بها في هذا الوقت.
  - لا تُعتبر خدمة رعاية الحيوانات الأليفة أساسية، إلا في حال الضرورة من أجل الحفاظ على الحيوانات المشحونة الموجودة في دور رعاية الحيوانات الأليفة، أو من أجل الرعاية طويلة الأجل في حال عدم وجود بديل آخر.
  - لا يُسمح استمرار عمل خدمات غسل المركبات إلا في دعم الخدمات الأساسية من أجل ضمان امتثالها لمتطلبات الصحة والسلامة الضرورية (مثل غسل الملوثات أو المواد الخطرة بيولوجيًا).
  - لا يجب استخدام معدات سلامة الطريق لبناء الطرق إلا بهدف الصيانة الضرورية.
  - لا تُعتبر أسواق المزارعين خدمة أساسية، في حال توفر بدائل عنها.
  - يجب أن تمتاز متاجر المشروبات الكحولية بقربها من العامة إلا في حال وجودها ضمن مناطق اتحاد التراخيص الاحتكاري (مثل ويست أوكلاند، وغور وإنفركارغل)، إذ تعمل في هذه الحالة وفق قاعدة شخص يدخل شخص يخرج.
  - لا تُجرى إدارة الأوبئة إلا عند ضرورتها في الحفاظ على صحة الإنسان وسلامته، وتُعتبر أساسية. ومع ذلك، يجب على العاملين فيها ضمان وجود مكان آمن يلجأ إليه الأشخاص أثناء سير العملية، خاصة عند إخلاء العقار.
  - يستطيع موفرو المخيمات وأماكن إقامة الرحالة استئناف عملهم ضمن بروتوكولات صارمة جدًا وإدارة الوصول. (على سبيل المثال، يجب حصر الاتصال بين الأشخاص المقيمين في سكن / غرفة واحدة فقط؛ ويجب إغلاق المناطق الترفيهية والاجتماعية المشتركة وتقسيم الذهاب إلى المناطق المشتركة بالتناوب)
  - يُعتبر كل من الجزارين، والخبازين وغيرهم من تجار التجزئة على نطاق صغير غير أساسيين، إذ تتوفر منتجاتهم بسهولة في السوبرماركت.
  - تُعتبر خدمات الصحة الطبيعية غير ضرورية.
  - يُعتبر الأمن خدمة أساسية، حتى عند تقديم خدمات الأمن في إطار الخدمات غير الأساسية.
  - تستطيع مؤسسات التخزين الذاتي العمل بهدف تسهيل الوصول إلى الأساسيات فقط. تُعتبر المبيعات الجديدة أو الوحدات منتهية الصلاحية غير أساسية. يُسمح بالوصول إلى الخزائن الحالية من أجل العناصر والخدمات الأساسية فقط، مثل الثلاجات
  - تُعتبر خدمات الدعم الهامة لضمان استمرار الشركات والموظفين في العمل من منازلهم أساسية. يشمل هذا وظائف مثل تكنولوجيا المعلومات وجدول الرواتب.
  - يجب على المطاعم والمقاهي والبارات إغلاق جميع جوانب عملها.
  - يُمكن استمرار فتح مغاسل الخدمة الذاتية، مع فرض مسافة تباعد جسدي بمقدار 2 متر.
  - يُمكن بقاء بانينغز، وبليسميكرز، وميتر10 وغيرهم من تجار التجزئة الأساسيين لسلاسل التوريد مفتوحة أمام العملاء التجاريين من أجل أهداف أساسية فقط.
  - يُمنح مصهر تايواي بوينت ألمنيوم إعفاء من الإغلاق بسبب العملية الطويلة المعقدة لإغلاق خطوط الإنتاج وإعادة تشغيلها
  - تدرس شركة نيوزلاند ستيل الإغلاق بطريقة تسمح بإعادة بدء الإنتاج بسلاسة.
  - يجب على معامل الورق واللب (مثل تاسمان وكينليث) إغلاق عناصرها غير الأساسية بطريقة تسمح بإعادة بدء الإنتاج بسلاسة، مع الحفاظ على الإنتاج الأساسي.
  - يُمكن استمرار ميثانيكس في الإنتاج، مع التزامه بالعمل على نطاق متوافق مع استقرار إمدادات الغاز.

### خرق الإغلاق التام
منذ دخول نيوزلندا في الإغلاق التام لمستوى التأهب 4 في 25 مارس 2020، وردت عدة تقارير بشأن خرق بعض الأشخاص لقواعد الإغلاق التام عبر التجمع في حشود. في 1 أبريل، وصفت أرديرن الأشخاص الذين تتراوح أعمارهم بين 20 و29 عام بالفئة الديموغرافية الأكثر عرضة للإصابة بكوفيد-19 ودعتهم إلى الالتزام بمتطلبات الإغلاق التام.
في 2 أبريل، وردت تقارير عن تجمع مرتادي الشواطئ في خليج هيرن في أوكلاند ودنيدن. زارت الشرطة مرتادي الشواطئ ونبهتهم للالتزام بالإغلاق التام، بينما حذرت السلطات الصحية من خطر انتشار فيروس كورونا وتمديد الإغلاق التام. في أوتاغو، وردت تقارير عن قفر أشخاص من جسر ألبرت تاون بالقرب من واناكا. في أوكلاند، حذر قادة المجتمع الإثني التونغي من استمرار تجمعات نوادي الكافا على الرغم من الإغلاق التام، مع نشر بعض المشاركين للصور ومقاطع الفيديو على وسائل التواصل الاجتماعي. في كايتايا، وردت تقارير عن قيام المحليين باستلام زمام الأمور من خلال إقامة نقاط تفتيش لفرض الإغلاق.
في أوائل أبريل، تعرض وزير الصحة ديفيد كلارك للانتقاد لخرقه الأرشادات الرسمية المتعلقة بالسفر غير الضروري بعد قيادته سيارته إلى حديقة دنيدن على بعد كيلومترين من منزله، وذلك من أجل ركوب عربة الدراجات الجبلية. اعتذر كلارك لاحقًا لرئيسة الوزراء أرديرن لعدم تقديمه مثالًا يُحتذى به للعامة. في وقت لاحق، اعترف كلارك بقيادته مع عائلته مسافة عشرين كيلومتر إلى شاطئ قريب في دنيدن من أجل نزهة خلال الأسبوع الأول من الإغلاق التام. قدم كلارك استقالته لرئيسة الوزراء أرديرن التي رفضتها بسبب دوره الهام في قيادة استجابة الحكومة لجائحة كوفيد-19. ومع ذلك، جردت كلارك من منصبه الوزاري كمعاون وزير المالية وقامت بخفض رتبته إلى أدنى قائمة مجلس الوزراء العمالي.
في أوائل أبريل، ألقت الشرطة القبض على رحل من كرايستشيرش بعد نشره مقطع فيديو لنفسه على فيسبوك وهو يسعل عمدًا على الزبائن ويعطس عليهم في سوبرماركت فريش-تشويس. حذرت أرديرن من إلقاء القبض على أي شخص يتعمد السعال على الآخرين. اعترف الرجل بذنبه في تهمة السلوك العدائي في محكمة مقاطعة كرايستشيرش. كانت نتيجته سلبية لكوفيد-12. اعتذر الرجل لاحقًا عن تصرفاته.
في 7 أبريل، أبلغت شرطة نيوزلندا عن 291 انتهاك بموجب قانون إدارة الطوارئ للدفاع المدني لعام 2002 وقانون الصحة لعام 1956. صدرت تحذيرات بحق 263 شخص منهم لخرقهم قواعد الإغلاق التام، وتلقى 12 آخرين إحالة الشباب، بينما واجه 16 شخصًا اتهامات قانونية. لم يُدرج كلارك، الذي عاقبته رئيسة الوزراء لانتهاكه متطلبات الإغلاق التام، ضمن الانتهاكات البالغ عددها 291. في 8 أبريل، حدّث مفوض الشرطة أندرو كوستر الأرقام إلى 367 انتهاك من ضمنها 45 محاكمة، و309 تحذير و13 إحالة للشباب. أبلغ كوستر أيضًا عن تعامل الشرطة مع 37,000 انتهاك، إذ يعود معظمها إلى الأعمال التجارية.
في 21 أبريل، حُكم رجل في كوينزتاون بالسجن لمدة شهر وأسبوعين لخرقه قيود الإغلاق التام وتخريبه مرحاضًا من الفولاذ المقاوم للصدأ. في أوكلاند، واجهت امرأة تبلغ 32 عام اتهامات بالاعتداء بموجب قانون الجرائم لعام 1961، إذ يُزعم أنها بصقت على موظفي نقل أوكلاند خلال ركوبها القطار. أبلغت شركة نقل أوكلاند عن العديد من حوادث إيقاف أشخاص يحاولون السفر من الضواحي البعيدة مثل هيندرسون وتاكانيني من أجل التسوق في مركز المدينة، بالإضافة إلى مجموعات من الشباب المسافرين في القطار لأسباب غير أساسية.
في 3 مايو، ورد تلقي الشرطة 1200 بلاغ عن أشخاص انتهكوا مستوى التأهب 3. قُدم 686 تقرير من هذه البلاغات بين الساعة 6 مساءً يوم 1 مايو و6 مساءً يوم 2 مايو. أكدت الشرطة اتخاذها الإجراءات القانونية بحق 514 شخص لخرقهم قانون الصحة أو قانون الطوارئ للدفاع المدني منذ دخول مستوى التأهب 3 حيز التنفيذ في منتصف ليلة 28 أبريل، إلى جانب محاكمة 135 شخص وإنذار 342 آخرين. أعلنت مساعد مفوض الشرطة سكوت فريزر عن اضطرارهم لإغلاق مئات الحفلات في الأيام القليلة الماضية منذ دخول مستوى التأهب 3 حيز التنفيذ. وحذر أنه من شأن التجمعات العامة غير القانونية «إهدار جميع التضحيات» التي قدمها الأخرون للتغلب على كوفيد-19.
في 18 مايو، أفاد مفوض الشرطة أندو كوستر بتلقي الشرطة 250 بلاغ من التجمعات العامة غير القانونية خلال الأيام الأربعة من دخول مستوى التأهب 2 حيز التنفيذ في 14 مايو. شمل ذلك 30 بلاغ عن أشخاص مقيمين للحفلات غير القانونية أو حاضرين إليها؛ ما أسفر عن توجيه إنذارات بحق 29 منهم ومحاكمة شخص واحد.

#### انتهاكات العزل المدار
في 5 يوليو، ألقت الشرطة القبض على امرأة هاربة من العزل المدار في فندق بولمان في أوكلاند وواجهت اتهامات بخرق فترة العزل البالغة 14 يوم بموجب قانون استجابة الصحة العامة لكوفيد-19 لعام 2020. وصلت المرأة من أستراليا في 27 يونيو.
في 8 يوليو، اتُهم رجل عائد من الهند يبلغ 32 عام بانتهاك المادة 26 (1) من قانون استجابة الصحة العامة لكوفيد-19 لعام 2020 بعد هروبه من العزل المدار في فندق ستامفورد بلازا في وسط أوكلاند. إذ زار سوبرماركت كاونتداون في شارع فيكتوريا قبل تحديد مكانه من قبل حراس الأمن بعد 70 دقيقة. بعد تأكيد إصابة الرجل بكوفيد-19، أغلق السوبرماركت بشكل نؤقت وخضع طاقمه للعزل الذاتي.
في 10 يوليو، ألقت الشرطة القبض على رجل لانهاكه قانون استجابة الصحة العامة لكوفيد-19 لعام 2020 بعد قطعه سياج مؤسسة العزل المدار في فندق ديستنكشن في هاميلتون وزيارته متجر مشروبات كحولية في الليلة السابقة. ظهرت نتيجة سلبية لكوفيد-19 لدى الرجل وعُرف لاحقًا بأنه مقيم في كوينزتاون ويبلغ 52 عام، إذ عاد من سيدني في 1 يوليو.
في 11 يوليو، هرب رجل في الستينيات من عمره من مؤسسة عزل مدار في فندق ويبونا في أوكلاند وطرق أبواب ثلاثة أشخاص مقيمين خارج المؤسسة. اعتقلته الشرطة في وقت لاحق ووضعته تحت الحراسة المسلحة في فندق ويبونا.
في 25 يوليو، احتجزت السلطات عائلة مؤلفة من خمسة أفراد (ضمت الأم وأربعة أطفال تتراوح أعمارهم بين 12 و16 و17 و18 عام) لخرقها العزل المدار في فندق ديستنكشن في هاميلتون. عادت الأسرة من بريسبان في أستراليا في 21 يوليو من أجل حضور جنازة أحد الأقارب في أوكلاند. في الوقت الذي كانت وزارة الصحة تنظر في طلب الأسرة للحصول على إعفاء، هرب أفرادها عبر كسر النافذة وتسلق السياج. ألقت الشرطة القبض على أربعة منهم في حديقة قريبة بينما تمكن الشاب البالغ 17 عام السفر إلى أوكلاند حيث اعتقلته الشرطة هناك. انتقد وزير الحكومة وودز الأسرة لمخالفتها القواعد، مشيرًا إلى أنه «على الرغم من تفهمنا لحزنهم، ليس باستطاعتنا ترك مأساة واحدة تتحول إلى مأساة المئات». واجه أربعة من أفراد الأسرة اتهامات بانتهاك إشعار قانون الصحة.
في 30 يوليو، ألقت الشرطة القبض على رجل يبلغ 32 عام، إذ سافر سابقًا إلى بريسبان، بعد محاولته الفاشلة لخرق العزل المدار في فندق كراون بلازا في وسط أوكلاند. واجه الرجل اتهامات بموجب قانون استجابة الصحة العامة لكوفيد-19.

## الاختبارات

### المتطلبات
في أوائل مارس 2020، ظهرت مخاوف بشأن حصر إجراء اختبارات كوفيد-19 على الأشخاص العائدين من الدول المتأثرة ممن يظهرون الأعراض أو الأشخاص المخالطين للحالات المؤكدة. لم يخضع بعض الأشخاص الذين يظهرون الأعراض، لكنهم غير متناسبين مع هذه الفئات، للاختبار.
تُعرّف الحالة المؤهلة لاختبار كوفيد-19 بوجود «أي عدوى تنفسية حادة مصحوبة بإحدى الأعراض التالية على الأقل: السعال، والتهاب الحلق، وضيق النفس، والتهاب الأنف [أو] فقد الشم مع وجود حرارة أو بدونها».
حقق تعريف الحالة السابق للاختبار من 14 مارس إلى 3 أبريل أحد المعايير التالية على الأقل:
- الأعراض (حرارة أو سعال أو ضيق تنفس أو التهاب حلق) وتاريخ سفر
- الأعراض (حرارة أو سعال أو ضيق تنفس أو التهاب حلق) واتصال قريب أو عادي مع شخص مشتبه بإصابته أو حالة محتملة أو مؤكدة
- عاملو الرعاية الصحية المصابون بذات الرئة
- الأشخاص المعالجون في وحدات العناية المركزة من أمراض الجهاز التنفسي الحادة

يُنصح الأطباء باستخدام حكمهم الخاص في اتخاذ قرار خضوع المرضى غير المتناسبين مع تعريف الحالة السابق للاختبار.

### النتائج
حتى 27 مايو 2020، وصل إجمالي الاختبارات المجراة إلى 247,295، مع معدل إيجابية 0.5%. اعتبارًا من 27 مايو 2020، حصدت باسيفيكا أعلى معدل اختبار بين المجموعات العرقية، إذ خضع 7.1% منها إلى اختبار، يليها الماوري بنسبة 5.6%، ثم «الأوروبيون وغيرهم أو «إم إي إل إيه إيه»» بنسبة 5.0%، وأخيرًا الأسيوي بنسبة 3.3%.
منذ 16 أبريل، جرت اختبارات عشوائية طوعية للمجتمع في محلات السوبرماركت المختارة في جميع أنحاء الدولة من أجل توفير المعلومات حول وجود انتقال مجتمعي للفيروس. لم ينتج عن هذا الاختبار أي نتيجة إيجابية من بين 1000 شخص خضعوا للاختبار اعتبارًا من 20 أبريل 2020.

## رحلات العودة إلى الوطن

### مواطنو نيوزلندا والمقيمون فيها
في أوائل فبراير 2020، قامت الحكومة النيوزلندية بإجلاء 193 راكب من ووهان في الصين عبر رحلة طيران مأجورة تابعة لشركة طيران نيوزلندا، بما في ذلك 54 مواطن نيوزلندي و 44 مقيم دائم و35 أسترالي وعدد من مواطني جزر المحيط الهادئ. نُقل 35 راكب أسترالي إلى رحلة طيران أسترالية، بينما خضع الركاب المتبقون البالغ عددهم 157 للحجر الصحي في منشأة عسكرية في وانجاباراوا لمدة 14 يوم. سُمح خروج الركاب في 19 فبراير.
في 17 مارس، أبلغت نيوشارب عن تعليق قوة الحدود الأسترالية رحلات العودة الخاصة بالمرحلين النيوزلنديين بين 16 و30 مارس 2020 بسبب تفشي فيروس كورونا.
في 19 مارس، أعلن وزير الخارجية وينستون بيترز عن نظر الحكومة النيوزلندية إجراء المزيد من رحلات الرأفة من أجل إجلاء النيوزلنديين العالقين في الخارج بسبب الاستجابة لانتشار الجائحة في أوروبا وأمريكا الشمالية وغيرها من المواقع العالمية. في 24 مارس، حثت رئيسة الوزراء جاسيندا أرديرن النيوزلنديين في الخارج على العودة إلى الوطن مع الاعتراف بعدم استطاعة الكثيرين العودة إلى وطنهم بسبب اضطراب السفر الدولي. ناشد بيترز النيوزلنديين في الخارج للنظر في الاحتماء «في المكان». وقدّر عدد النيوزلنديين العالقين في الخارج بما يصل إلى 80,000، منهم 17,000 مسجلين في برنامج «السفر الآمن» التابع لوزارة الخارجية والتجارة.
في 28 مارس، ورد وجود 24 نيوزلندي عالق في البيرو نتيجة عدم تمكنهم من ركوب الرحلة الأسترالية المأجورة بسبب تغييرات قواعد النقل الأسترالي التي تلزم المسافرين بالنقل في نفس يوم وصولهم.
في 29 مارس، أُعطي 108 نيوزلندي الإذن بالنزول من السفينة السياحية فاسكو دا غاما الراسية في فريمانتل في غرب أستراليا لمدة أسبوعين. بعد إلغاء الرحلة، تقطعت السبل بالركاب على متن السفينة السياحية لمدة أسبوعين. نُقل الركاب في رحلات عودة إلى أوكلاند عبر رحلات طيران نيوزلندا.
في 30 مارس، أعلن رئيس الوزراء الأسترالي سكوت موريسون، عقب مفاوضات مع رئيسة الوزراء أرديرن، عن أهلية النيوزلنديين الحاملين تأشيرات الفئة الخاصة والموجودين في أستراليا للحصول على 1,500 دولار أسترالي من الدفعات نصف الشهرية كمساعدات على الضائقة. أُجبر الكثير من النيوزلنديين على العودة بعد عدم تمكنهم من الوصول إلى دفعات سينترلينك الأسترالية.
في 6 أبريل 2020، أعلن بيترز عن تنظيم الحكومة رحلة رأفة من أجل نجدة النيوزلنديين العالقين في بيرو. ستغادر رحلة الطيران من ليما، مع اتصال محلي إضافي في كوسكو. ستساعد شركات الجولات الكيران الخاصة فيفا إكسبيديشن وتشيمو أدفنشرز بدورها في نقل النيوزلنديين إلى نقاط التقاء مناسبة. استطاعت السلطات النيوزلندية أيضًا الحصول على إذن من السلطات التشيلية من أجل العبور عبر سانتياغو. وفقًا لوزارة الشؤون الخارجية والتجارة، يوجد 22,000 نيوزلندي مسجل في السفر الآمن «إم إف إيه تي» وعالق في الخارج.
في 10 أبريل، أعلنت حكومة الأوروغواي عن إجلاء 16 نيوزلندي و96 أسترالي ممن تقطعت بهم السبل على متن السفينة السياحية القطبية غريغ مورتيمر في نهر لا بلاتا قرب مونتيفيديو منذ 27 مارس. سيُنقل الركاب جوًا من مونتيفيديو إلى ملبورن. في 12 أبريل، هبطت رحلة الرأفة الحاملة 16 نيوزلندي في ملبورن. صعد 13 نيوزلندي منهم على متن رحلة الطيران المأجورة من الحكومة النيوزلندية والمتوجهة إلى أوكلاند، بينما بقي ثلاثة نيوزلنديين للإقامة في أستراليا.
في 15 أبريل، وصلت طائرة لاتام العالقة في بيرو التي استأجرتها الحكومة إلى أوكلاند. تمكن ركاب آخرون من المشتتين في البرازيل وتشيلي من الصعود على متن الرحلة عند وقوفها في سانتياغو. خضع الركاب للحجر الصحي في أوكلاند وفقًا لشروط الحجر الصحي الجديدة. حملت رحلة الرأفة 60 أسترالي وثلاثة نيوزلنديين آخرين. اختارت امرأة نيوزلندية البقاء مع زوجها من البيرو بعد فشله في استيفاء شروط تأشيرة الشراكة النيوزلندية للهجرة. في 21 أبريل، وردت وفاة رجل يبلغ 49 عام بكوفيد-19 في كوسكو، إذ كان من المفترض التحاقه برحلة الرأفة الخاصة بالبيرو، ما يجعله أول نيوزلندي متوفى في الخارج.
في 15 أبريل، ورد إعلان من الخطوط الجوية لفيجي عن نقلها النيوزلنديين العالقين جوًا من فيجي إلى أوكلاند في 17 أبريل. ستغادر رحلة العودة في اليوم نفسه حاملة معها الفيجيين إلى نادي.
في 13 أبريل، أعلن بيترز عن دخول الحكومة النيوزلندية في نقاشات مع الشركاء الدوليين والخطوط الجوية من أجل إعادة النيوزلنديين العالقين في الهند إلى نيوزلندا. في 21 أبريل، أعلن وزير التعليم كريس هيبكنز عن إجلاء الحكومة 1,600 نيوزلندي من الهند إلى العزل المدار في أوكلاند وويلينغتون وكرايستشيرش.
في 21 يونيو، ورد تسجيل 4,272 شخص ممن عادوا من الخارج في 20 مؤسسة عزل مدار في جميع أنحاء نيوزلندا، بما في ذلك أوكلاند وكرايستشيرش إلى جانب اثنتين في روتوروا. تدير الوكالة الوطنية لإدارة الطوارئ هذه المؤسسات. اشتكى العديد من العائدين من افتقار التواصل مع مسؤولي الوزارة حول وجهات الحجر الصحي الخاصة بهم، بما في ذلك عدد من الأشخاص المنقولين من أوكلاند إلى روتوروا دوان أي إشعار مسبق. في 21 يونيو، عاد 232 شخص من أستراليا وخضعوا للحجر الصحي. في نفس اليوم، وردت حالة إهمال لرجل عائد من الممكلة المتحدة في فندق غراند ميركور في أوكلاند بعد فقدان السلطات الصحية اختبار كوفيد-19 الخاص به.
في 12 يوليو، أبلغت الحكومة عن تأسيسها مؤسسة عزل خاصة من أجل النيوزلنديين العائدين الذين أجلتهم من أستراليا بعد استئناف الحكومة الأسترالية سياسة الترحيل الخاصة بها في أواخر يونيو 2020. وفقًا ل 1 نيوز، سُجل 19 نيوزلندي في رحلات العودة من مختلف مناطق الاحتجاز الأسترالية في الأسبوع المقبل عبر رحلة مأجورة. بحلول 28 يوليو، وصل 30 شخص مرخل من أستراليا على الأقل علر متن رحلتين مأجورتين في يوليو. خضعوا للحجر الصحي لمدة 14 يوم في فندق رامادا في أوكلاند.

### المسافرون الأجانب وحاملو التأشيرات المؤقتة
في 24 مارس، مددت الحكومة النيوزلندية تلقائيًا جميع التأشيرات المؤقتة منتهية الصلاحية من 2 أبريل إلى 9 يوليو 2020، بما في ذلك الأشخاص الموجودين في نيوزلندا في 2 أبريل 2020 حتى 25 سبتمبر 2020. سُمح للمسافرين ذوي التأشيرات منتهية الصلاحية قبل 1 أبريل بالبقاء في حال عدم قدرتهم على مغادرة الدولة. في 25 مارس 2020، أعلنت الحكومتان الألمانية والبريطانية عن إرسالهما رحلات رأفة لإعادة المواطنين الذين تقطعت بهم السبل في نيوزلندا، ومعظمهم من السياح. أجرت الحكومة الألمانية الترتيبات اللازمة لإرسال رحلات الرأفة إلى أوكلاند وكرايستشيرش. قامت الحكومة البريطانية بدورها بترتيب نقل المواطنين البيريطانيين عبر سنغافورة خلال رحلة عودتهم من نيوزلندا. وردت تقارير تفيد بفرض شركات الطيران رسومًا مرتفعة على المسافرين البريطانيين. واجهت المفوضية البريطانية العليا وخدمات القنصلية في ويلينغتون الانتقادات لإغلاق عملياتها في الأسبوع السابق.
في 31 مارس، صرح نائب وزير الخارجية الماليزي قمر الدين جعفر عن احتجاز 153 ماليزي من حاملي تذاكر العودة في نيوزلندا، إذ إنهم غير قادرين على العودة لماليزيا بسبب قيود السفر والاضطراب الناجم عن الجائحة.
في أوائل أبريل، أعلن نائب رئيس الوزراء وينستون بيترز، بعد اتصالاته مع حكومات أجنبية بما فيها الدنمارك، عن اعتبار عودة المواطنين الأجانب إلى بلادهم جزءًا من السفر الأساسي المركز على السفر محليًا (سواء عن طريق الجو أو البحر) وذلك في حال حصولهم على تصريح دولي مثبت ومحدد للخروج من نيوزلندا، ويخضع ذلك لمتطلبات الحكومة. بالإضافة إلى ذلك، يُسمح للحكومات الأجنبية إجلاء مواطنيها في رحلات الطيران المأجورة بشرط استيفاء الشروط الصحية لنيوزلندا. وافقت الحكومة أيضًا على رحلة يومية ثانية بين الدوحة وأوكلاند عبر الخطوط الجوية القطرية بمحاولة منها لتحسين السفر بين نيوزلندا وأوروبا.
حتى 10 أبريل، أجرت شركة الطيران الألمانية لوفتهانزا 16 رحلة عودة إلى الوطن من المطار الدولي في أوكلاند إلى ألمانيا وهولندا والنمسا، وأجلت 6,700 راكب. في 14 أبريل، وردت أنباء عن استخدام الخطوك الجوية القطرية طائرة بوينغ 777-300 للطيران عبر بيرث من أجل نقل المواطنين الفرنسيين العالقين في كرايستشيرش قبل العودة إلر باريس.
في 13 مايو، ناشد نائب رئيس الوزراء وينستون بيترز العمال المهاجرين الذين خسروا عملهم للعودة إلى وطنهم، مشيرًا إلى عدم قدرة دافعي الضرائب النيوزلنديين على دعمهم. أكد بيترز عودة 50,000 عامل مهاجر إلى وطنه الأصلي بعد ترتيب الحكومة النيوزلندية رحلات العودة مع السفارات. وفقًا للوثائق الرسمية غير السرية، كان هنالك 383,000 مواطن أجنبي في نيوزلندا، بمن فيهم الطلاب والعمال المهاجرون وشركاء أو تابعون للعمال حتى 30 مارس.
وفقًا لتقرير 1 نيوز في 17 مايو، هنالك أكثر من 1,000 عامل من عمال مخطط التوظيف الموسمي المعترف بهم في نيوزلندا، ومعظهم من جزر المحيط الهادئ. أفاد رئيس فريق استجابة المحيط الهادئ باكيلاو ماناسي لوا بوجود ما يقارب 1,000 عامل موسمي تونغي ممن يواجهون صعوبات مالية في نيوزلندا، وذلك نتيجة فقدان عملهم بسبب الاضطرابات الاقتصادية الناجمة عن كوفيد-19.
في 3 يونيو، صرحت إذاعة نيوزلندا بإنفاق نصف صندوق الرعاية الطارئة الحكومي البالغة قيمته 30 مليون دولار نيوزلندي خلال شهر واحد، مع كثير من المستفيدين بما في ذلك العمال المهاجرون العالقون والأجانب غير القادرين على العودة إلى وطنهم نتيجة اضطراب السفر الدولي. تُتاح المساعدة المالية للطعام والنقل واللباس والإقامة لأي شخص بصرف النظر عن جنسيته، وذلك بموجب قانون إدارة الطوارئ للدفاع المدني. أبلغ وزير الدفاع المدني بيني هناري عن وجود 4,500 طلب للمساعدات الطارئة من منطقة أوتاغو مع عدد غير معروف من منطقة أوكلاند. صرح وزير الهجرة إيان ليس غالاوي بتطبيق «اختبار سوق العمل» على العمال الأجانب بمجرد انتهاء فترة صلاحية تأشيرات عملهم.
في 7 يوليو، مدد وزير الهجرة إيان ليس غالاوي 16,500 من الأعمال والمهارات الأساسية للعمال المقيمين الحاملين تأشيرات لمدة ستة أشهر، مدد أيضًا فترة التوقف البالغة 12 شهر للعمال المهاجرين المغادرين في عام 2020 حتى فبراير 2021. يعود تغيير فترة التوقف هذا بالنفع على ما يقارب 600 عامل من حاملي التأشيرات متدنيي المهارة بما في ذلك عمال البقالة.
في 10 يوليو، أعلنت الحكومة عن منح تصاريح حدودية خاصة ومساعدات مالية لضحايا حادث إطلاق النار في مسجد كرايستشيرش الموجودين في الخارج، وذلك من أجل السفر إلى نيوزلندا وحضور فترة الحكم على المسلح برينتون تارانت، التي تبدأ في 24 أغسطس.
في 22 يوليو، صرح راديو نيوزلندا عن عدم قدرة طفل كوري يبلغ ست سنوات على الذهاب إلى مدرسته بسبب عدم استطاعة والده، حامل التأشيرة المؤقتة، العودة إلى نيوزلندا نتيجة قيود السفر المتعلقة بالإغلاق التام. بموجب القانون النيوزلندي، لا يمكن للطلاب الأجانب ممن يقل عمرهم عن عشر سنوات الالتحاق بالمدارس دون حضور أحد والديهم أو الوصي. على الرغم من تدخل النائبة الوطنية ميليسا لي نيابة عن العائلة، رفض وزير التعليم كريس هيبكنز تدخلها مستشهدًا بسياسات معارضة.

### قطاع تجارة التجزئة
في 25 مارس 2020، أعلنت مجموعة ويرهاوس قبل الأوان أنها «خدمة أساسية» دون استشارة الحكومة. عندما لم يُعتبروا على أنهم خدمة أساسية، أغلقت المجموعة جميع فروعها التجارية بما في ذلك ذا ويرهاوس، ويرهاوس ستيشوناري، توربيدو7، نويل ليمينغ، ون داي وذا ماركت وذلك طوال فترة الإغلاق العام التي استمرت أربعة أسابيع مع تقديم إجازات مدفوعة بالكامل لكافة الموظفين. تواجه الشركة أيضًا غرامة قدرها 500 ألف دولار إذا تبين أنها انتهكت قواعد الكشف في بورصة نيوزلندا، والمزيد من العقوبات إذا وُجد أن الشركة قد استفادت من ارتفاع سعر سهمها الناتج عن الإعلان.
في 27 مارس 2020، أمرت سلسلة شركات البيع بالتجزئة الوطنية ماد بوتشر بإيقاف نشاط أعمالها إذ لم تعتبرها الحكومة توافق معايير اللازمة لتكون خدمة أساسية. أعرب الرئيس التنفيذي للشركة، مايكل مورتون، عن إحباطه من عدم وضوح وزارة التجارة والابتكار والتوظيف. من المتوقع أن تخسر الشركة 3 ملايين دولار من اللحوم.
في 10 أبريل، أعلنت عملاقة البرمجيات ميتر10 أنها ستسرح موظفين في مركزها للدعم ألباني في أوكلاند. في حين أغلاق متجري متري10 ومتري 10 ميغا التابعين للشركة، لا يزال بإمكان العملاء طلب التوريدات التجارية للخدمات الأساسية عبر الهاتف والإنترنت للتوصيل المنزلي والجمع دون تلامس.
في 12 مايو، أعلنت سلسلة متاجر المعدات بونينجس أنها ستغلق سبعة متاجر في آشبورتون، هورنبي، هاستينغز، كامبريدج، رانجيورا، تي أواموتو، وبوتارورو مع تسريح 145 موظف.
في 25 مايو، أفيد أن سلسلة متاجر إتش آند جيه سميث كانت تفكر في إغلاق متاجرها في دنيدن، موسجيل، بالكلوثا، تي أناو، وجور بالإضافة إلى متجر الأسلحة في دنيدن وآوتدور وورلد في كوينزتاون. سينتقل متجر تيك نوت في جور لكن متاجر إتش آند جيه سميث في إنفركارجل وكوينزتاون ستظل مفتوحة. سيُتخذ القرار النهائي في أوائل يونيو. دنيدن وكلوثا مايورز آرون هوكينز وبريان كادوغان قد حثوا الشركة على إعادة النظر في خططهم المتعلقة بالإغلاق.
في 8 يونيو، أعلنت مجموعة ويرهاوس أنها ستسرح 1080 موظف وستغلق ستة متاجر بما في ذلك متاجر ويرهاوس في وانجاباروا، جونسونسفيل، دنيدن وويرهاوس ستيشوناري في تي أواموتو ونويل ليمينغ في هندرسون وتوكوروا ومتجرين في كرايستشيرش (ذا بالمس وبابانوي). وردًا على ذلك، انتقدت منسقة النقابة الأولى لويرهاوس كيت ديفيس مجموعة ويرهاوس لعدم استشارتها عمالها، وهي تهمة نفتها الشركة.
في 20 يوليو، أعلن الرئيس التنفيذي لويرهاوس بيجمان أوخوفات أنه يمكن أن يلغي ما بين 500 و750 وظيفة كجزء من إعادة الهيكلة المقترحة للشركة. انتقدت الأمينة العامة للنقابة الأولى دنيس ماغا الشركة لاستخدامها كوفيد-19 ذريعة لتسريح مئات العمال وخفض دخل الآلاف منهم.

### مقدمي خدمات الاتصالات السلكية واللاسلكية
في 14 أبريل، أعلنت شركة تيلكو 2 ديغريس أنها ستقلص القوة العاملة بنسبة 10% (أي 120 موظفًا) وتوقف التوظيف وخفض الإنفاق على مشاريع التشييد.

### قطاع السياحة
كان لفرض التقييدات على الحدود تأثير كبير على السياحة الدولية. لشهر فبراير 2020، انخفض عدد الزوار الدوليين الذين وفدوا إلى نيوزيلندا بنسبة 11% مقارنة بشهر فبراير 2019، مدفوعًا في الغالب بانخفاض بنسبة 90% في عدد الزوار من الصين القارية. في مارس 2020، انخفض عدد الزائرين الدوليين بنسبة 54% مقارنة بشهر مارس 2019.
في 8 مارس 2020، أعلنت شركة فلايت سنتر للسفر أنها ستغلق 58 متجرًا بشكل دائم. وأعلنت فلايت سنتر عن تسريح 300 موظفًا بشكل مؤقت و250 موظفًا بشكل دائم.
في أوائل شهر مايو، ذكرت ستاف أن آلاف العمال المهاجرين قد سُرحوا من وظائفهم في بلدة كوينزتاون السياحية بدون أموال مقابل الغذاء أو الإيجار. طبقًا لرئيس بلدية كوينزتاون-ليكس، جيم بولت، فإن 6000 مهاجر طلبوا مساعدة اجتماعية من السلطات المحلية.
في 25 يونيو، أفيد أن شركة القفز بالحبال إيه جيه هاكيت بانجي تمكنت من توفير 20 وظيفة نتيجة لخطة إنقاذ بقيمة 10.2 مليون دولار نيوزيلندي قُدمت من الحكومة. تسمح هذه الخطة أيضًا للشركة بإعادة فتح 13 من فروعها في كوينزتاون وأوكلاند وتوبو.

### استجابات المجتمع المدني
صورة: رفوف الخبز الفارغة في سوبر ماركت في ويلينغتون بعد هلع الشراء (22 مارس 2020)
أدى الطلب المتزايد على أقنعة الوجه ومطهرات اليدين إلى نقصها في جميع أنحاء المحلات التجارية والصيدليات. بعد تأكيد أول حالة إصابة بكوفيد-19 في نيوزلندا ورد أن العملاء انتابهم هلع الشراء في محلات السوبر ماركت في أوكلاند.
بعد تطبيق قيود أكثر صرامة على الحدود، أعلنت سانزار أنها ستعلق موسم لعب السوبر راغبي (الذي يضم خمسة فرق نيوزيلندية) بعد اختتام مباريات نهاية الأسبوع.
في 15 مارس، أعلن أنه ألغي عرض واربيردس أوفر واناكا 2020 كجزء من إجراءات الحكومة المتعلقة بالوباء. كانت هذه هي المرة الأولى في تاريخ حدث البينالي التي يُلغى فيها العرض.
في 19 مارس، أعلنت الجمعية الملكية النيوزيلندية للعودة والخدمات أن جميع خدمات يوم أنزاك، المقرر إجراؤها في 25 أبريل، ستُلغى وسيُؤجل جمع الخشخاش الأحمر بسبب المخاطر الصحية. كانت هذه هي المرة الأولى التي تُؤجل فيها خدمات يوم أنزاك منذ عام 1916.

### استجابات الماوري
فرض ويلينغتون إيوي تاوبارورو (تقييدًا) على ممارسة الهونجي وهي تحية تقليدية لدى شعب الماوري، وذلك ردًا على تفشي المرض.
في 24 مارس، أعلن هون هراويرا عضو البرلمان السابق المُنتخب من تي تاي توكيراو أن الإيوي المحليين في أقصى الشمال كانوا يعمل مع السلطات المحلية وعمدة أقصى الشمال جون كارتر لإقامة حواجز على الطرق لمنع السياح الأجانب من السفر إلى المنطقة. وسيُحث سياح المنطقة على مغادرة أقصى الشمال. أنشئت حواجز على الطريق الرئيسي 1 في واكابارا والطريق الرئيسي 12 في وايبوا. وانتقد هراويرا الحكومة لعدم منع السياح من دخول البلاد قبل إغلاق الحدود. في 26 مارس، مُنع ما لا يقل عن ثلاث مجموعات من السياح من دخول أقصى الشمال. وأنشئ أيضًا مركز لإجراء الاختبارات للسكان المحليين العائدين من الخارج في وايوميو.
اتخذت تدابير مماثلة في الرأس الشرقي في الجزيرة الشمالية. في أبريل، كانت هناك تقارير تفيد بأن نقاط التفتيش في إيوي في وسط الجزيرة الشمالية والساحل الشرقي ونورثلاند كانت تعرقل السكان المحليين عن السفر لقضاء الحاجات الأساسية. قال مات كينج، عضو البرلمان الوطني عن نورثلاند، إن الناخبين اشتكوا من الإساءة اللفظية والبصق عليهم عند نقاط تفتيش إيوي في نورثلاند. ردًا على ذلك، حذر وزير الشرطة ستيوارت ناش من أن الشرطة ستتخذ إجراءات ضد نقاط التفتيش «غير القانونية» التي أقيمت دون دعم من الشرطة، مع السماح بنقاط التفتيش في البلدات النائية طالما أنها تحظى بدعم الشرطة والمجتمع المحلي.
في أوائل مايو 2020، ذكرت نيوزهوب أن قبيلة الإيوي تي واناو في منطقة خليج بلنتي الشرقية كانت تطبق نظام تصاريح سفر غير مصرح به لحماية السكان المسنين في المنطقة والبستنة والصناعات الزراعية. وشمل ذلك مطالبة العاملين في مجال الخدمات الأساسية بتقديم خطاب من وزارة الصناعات الأولية يثبت أن سفرهم امتثل لقواعد الإغلاق، التي خُففت عندما انتهى مستوى التأهب 4 في 28 أبريل. في 6 مايو، أوضحت شرطة نيوزيلندا أن القائمين حواجز الطرق في خليج بلنتي لم يكن لديهم السلطة لرفض إدخال النيوزيلنديين الذين يفتقرون إلى وثائق السفر الضرورية.

## ردود المجتمعات الدينية
في منتصف شهر مارس، أعلنت العديد من المجتمعات والطوائف الدينية بما في ذلك الكنيسة الكاثوليكية وجمعية السيخ العليا وكنيسة يسوع المسيح لقديسي الأيام الأخيرة وكنيسة لايف أنها ستلغي التجمعات الكبيرة أو تقللها وتتخذ المزيد من الاحتياطات الصحية ردًا على حظر الحكومة للتجمعات التي تضم أكثر من 100 شخص. مع ذلك، فقد رفضت كنيسة ديستني التابعة للأسقف بريان تاماكي في البداية إيقاف خدماتها، مع تصريح تاماكي بأنهم لن يسمحوا لـ «فيروس قذر» بإخافتهم من الذهاب إلى الكنيسة. ردًا على ذلك، انتقد خبير الأمراض المعدية الدكتور سيوكسي ويلز سلوك الأسقف تاماكي لتقويضه الجهود المبذولة للحفاظ على سلامة سكان نيوزيلندا.
قلصت التجمعات الأصغر مثل كنيسة إليم وكنيسة سي 3 في مارلبورو خدماتها إلى النصف، امتثالًا للحظر الذي فرضته الحكومة على التجمعات التي تضم أكثر من 100 شخصًا، بينما أقامت كنيسة المهد شبكات لدعم أبناء الرعية.
في 20 مارس، أعلن بعيد مؤتمر أساقفة نيوزيلندا الكاثوليك أنه سوف تُعلق جميع القداديس العامة في المستقبل المنظور. اتخذ هذا القرار تماشيًا مع قرار الحكومة بإلغاء الأحداث الداخلية الجماعية التي تضم أكثر من 100 شخص.
في 29 مارس، أفيد أن أعضاء مجتمع جلوريافيل المسيحي الحصري لم يمتثلوا لتدابير الإغلاق وأن مراكز الرعاية النهارية والمدارس والاجتماعات لا تزال قائمة. أعلنت الشرطة منذ ذلك الحين أنها تعمل مع جلوريافيل للتأكد من التزام أعضائها بقيود الإغلاق.
في أواخر مارس 2020، كانت هناك تقارير تفيد بأن أفراد الجالية المسلمة في نيوزيلندا يواجهون مشكلة في الحصول على الطعام الحلال بسبب إغلاق محلات الجزارين، والتي لم تُعتبر على أنها خدمة أساسية في مستوى التأهب 4.
بموجب قيود مستوى التأهب 2 الحكومية التي دخلت حيز التنفيذ في 14 مايو، حُدّت التجمعات الدينية إلى عشرة أشخاص على الرغم من إعلان الحكومة أنه يمكن أن يكون الحد الأقصى لعدد الأشخاص 100 شخص. أصدر اتحاد الجمعيات الإسلامية النيوزيلندية (إف آي إيه إن زد) بيانًا صحفيًا يفيد بأن مسلمي نيوزيلندا لن يتمكنوا من إقامة صلاة العيد في المساجد والمراكز المجتمعية بسبب الحد الأقصى المسموح به للتجمعات الخاصة وهو عشرة أشخاص. وقد أعرب الأساقفة الكاثوليك في نيوزيلندا عن خيبة أملهم من الحد الأقصى لعدد الأشخاص المسموح به، ووصفوا الإجراءات بأنها مبالغ في صرامتها. في غضون ذلك، أعلن الأسقف تاماكي من كنيسة ديستني أن حركته ستقدم خدمات في تحدٍ منها لقيود الإغلاق من المستوى 2.
أعرب رئيس رابطة مسلمي نيوزيلندا، إخلاق كشكري، عن خيبة أمله من أن الحد الأقصى لعدد الأشخاص العشرة سيمنع إجراء الصلوات الجماعية في شهر رمضان.
في 25 مايو، رفعت الحكومة الحد الأقصى لعدد الأشخاص المسموح به في التجمعات الدينية من 10 إلى 100 شخص، مما سمح للعديد من المجتمعات الدينية باستئناف تجمعاتها الجماهيرية.